# Ragamala
Ragamala ist eine Gattung der indischen Miniaturmalerei, die den musikalischen Ausdruck eines Ragas als einem melodischen Gerüst in der klassischen indischen Musik in eine Bildsprache überträgt. Im Bereich der Musik bildet eine Ragamala (Sanskrit, „Kette/Kranz von Ragas“) eine Familie von Melodieformen, die zu einem bestimmten Raga gehören, der als männliches Familienoberhaupt vorgestellt wird. Beim am weitesten verbreiteten System sind den sechs männlichen Ragas jeweils fünf weibliche Raginis zugeordnet, in einem umfangreicheren System kommen noch jeweils acht Söhne (Putras) hinzu. In der Malerei illustriert eine Ragamala mit je nach Stilrichtung abweichenden kodifizierten Gestaltungselementen die Charakteristiken eines Ragas. Der Klassifizierung der Ragas in Gruppen liegt eine seit altindischer Zeit verfeinerte Musiktheorie zugrunde.
Die ältesten Ragamala-Darstellungen finden sich auf einem um 1475 datierten Manuskript aus Westindien. Ab Ende des 16. Jahrhunderts entstanden die typischen Ragamalas, als sich ein provinzieller Stil der höfischen Mogulmalerei und regionale Traditionen in Rajasthan gegenseitig beeinflussten. Die Ragamala-Malereigattung war vor allem im 17. und 18. Jahrhundert beliebt und wurde bis Ende des 19. Jahrhunderts fortgeführt. Die einzelnen Malschulen hatten ihre Werkstätten in den nordindischen Fürstenstaaten in Rajasthan, Zentralindien, der Ganges-Ebene und an den Ausläufern des Himalaya im Nordwesten.
Eine Ragamala-Illustration bildet nicht eine Raga-Tonfolge ab. Malerei und Musik gehören zu unterschiedlichen Sinneswahrnehmungen, die in einer religiös-mythologischen Anschauung verbunden sind. Ein Raga in der Musik färbt die Gefühlsstimmung (rasa) akustisch, eine gemalte Ragamala visuell.

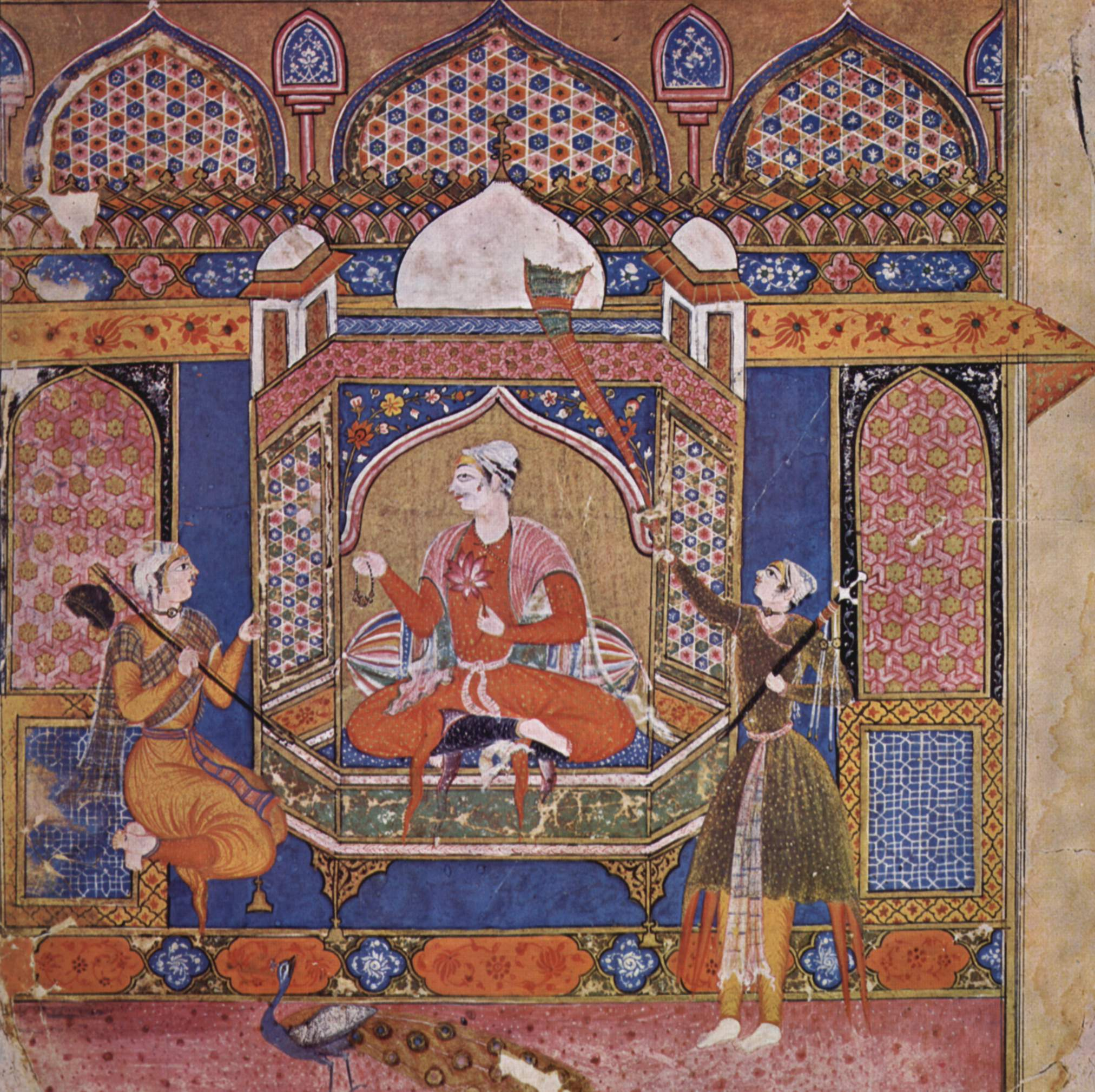
Ragamala-Miniatur des Raga Shri, einer der sechs Familienoberhäupter. Rechts vom Fürsten steht ein Diener, der mit einem Tuch in der erhobenen rechten Hand wedelt, links spielt ein Musiker eine Stabzither mit Kalebasse hinter seiner Schulter (allgemein vina, die einfache Form entspricht der tuila). Der Pfau im Vordergrund verdeutlicht den Wohlklang der Musik. Entstanden unter Ibrahim Adil Shah II. (reg. 1580–1627) im Sultanat Bijapur, Dekkan, 1590–1600.

## Auffassung von Musik

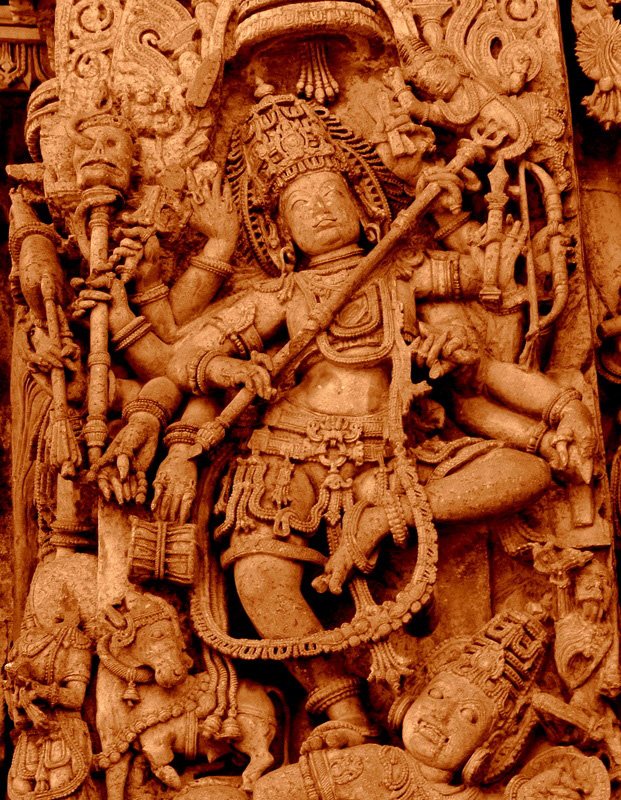
Shiva erschafft als Nataraja im Tanz (tandava) und mit der Sanduhrtrommel damaru klappernd die Welt. Tempelrelief in Belur, Südindien, 12. Jahrhundert

Seit der vedischen Zeit (ab der Mitte des 2. Jahrtausends v. Chr.) entwickelte sich die Theorie der indischen Musik nach einem metaphysischen Verständnis aus einem Urgrund oder kosmischen Prinzip (brahman, ursprünglich „heiliges Wort“, davon abgeleitet „Schöpfer“ und Brahma, der Schöpfergott). Das Prinzip drückt sich in der heiligen Silbe Om aus, die in der Mandukya-Upanishad als der Quintessenz der spätvedischen philosophischen Schriftsammlung Upanishaden dem Klang schlechthin entspricht: „Dieser unvergängliche Laut ist die Ganzheit des sichtbaren Weltalls.“ Ausgehend von diesem Klang setzt die schöpferische Kraft der „universalen Musik“ Nada-Brahman mit ihren Schwingungen (nada, „Klang, Laut, Ton“) die Welt in Gang. Bevor ein Raga der klassischen indischen Musik beginnt, sorgt ein Borduninstrument (meist die viersaitige Langhalslaute tanpura) im Hintergrund für einen während des gesamten Stücks anhaltenden gleichbleibenden Klangteppich, der Nada-Brahman repräsentiert und aus dem heraus sich die melodischen Strukturen entfalten. Nicht nur die Melodie, sondern auch der Rhythmus der Musik ist in der indischen Mythologie mit dem kosmischen Geschehen verbunden. Gott Shiva erschuf in seiner Erscheinungsform als Nataraja in einem kosmischen Tanz (tandava) mit dem Ton und den Vibrationen der kleinen Sanduhrtrommel (damaru) die Welt. Bis zum Mittelalter wurde die gesamte Musiktheorie von den heiligen Texten der vedischen Literatur abgeleitet. Sie ist als Gandharva Veda („das heilige Wissen der himmlischen Musiker“) bekannt und umfasst neben der Geschichte und Theorie der Musik auch ihre magische Bedeutung, ästhetischen Bezüge und die metaphysischen Eigenschaften des Klanges.
Der südindische Komponist und Sänger Tyagaraja (1767–1847) schreibt in einem Vers voller Bewunderung von den sieben lieblichen Göttinnen, die den sieben Tönen einer Tonskala entsprechen. Ragas sind für ihn also in Klang verwandelte göttliche Wesen. Tyagaraja gibt die übliche Anschauung indischer Musiktheoretiker wieder, wonach Ragas womöglich einen göttlichen Ursprung haben und sie manchmal eine magische oder therapeutische Wirkung entfalten. Daher wird in Nordindien jedem Raga eine bestimmte Tageszeit oder Jahreszeit zugeordnet, die seiner emotionalen Atmosphäre (rasa) entspricht und an der er aufgeführt werden soll. Rasa, die gefühlte Grundstimmung, ist ein zentrales Konzept der indischen Ästhetik und liegt allen traditionellen darstellenden und bildenden Künsten zugrunde.
Der emotionale Gehalt der Musik ist in der Etymologie des Wortes raga erkennbar. Raga ist von Sanskrit ranj („färben, einfärben, gefallen, jubeln“) abgeleitet und nicht mit einem Wort übersetzbar. Es heißt auf Sanskrit rannjāyati iti rāga: „Das was den Geist färbt, ist ein Raga.“ Ein Raga erfreut und umschmeichelt den Geist. Mit „färben“ ist besonders die rote Farbe gemeint, die Farbe von Liebe und Leidenschaft. Im Panchatantra, einer ab dem 4. Jahrhundert entstandenen Sammlung von Fabeln, steht raga für eine musikalische Note, Melodie, Harmonie und ähnliches.
Zu einem Raga gehören eine modale Tonskala, die auf einen festen, immer wiederkehrenden Grundton bezogen ist und gewisse melodische, in auf- (āroha) und absteigend (avaroha) unterschiedene Formeln und Verzierungen, über die improvisiert wird, um den Gefühlswert des Ragas zum Ausdruck zu bringen. Die musikalische Struktur des Ragas und deren Bezug zu bestimmten, mit Tages- und Jahreszeiten verbundenen Stimmungen basiert auf festgelegten Regeln, deren Verletzung früher untersagt war und noch heute traditionsbewussten Zuhörern als deplatziert und unschicklich erscheint. Zu welcher Tages- oder Jahreszeit ein Raga aufgeführt werden soll, ist bei den meisten Ragamala-Illustrationen angegeben.

## Entwicklung der indischen Malerei

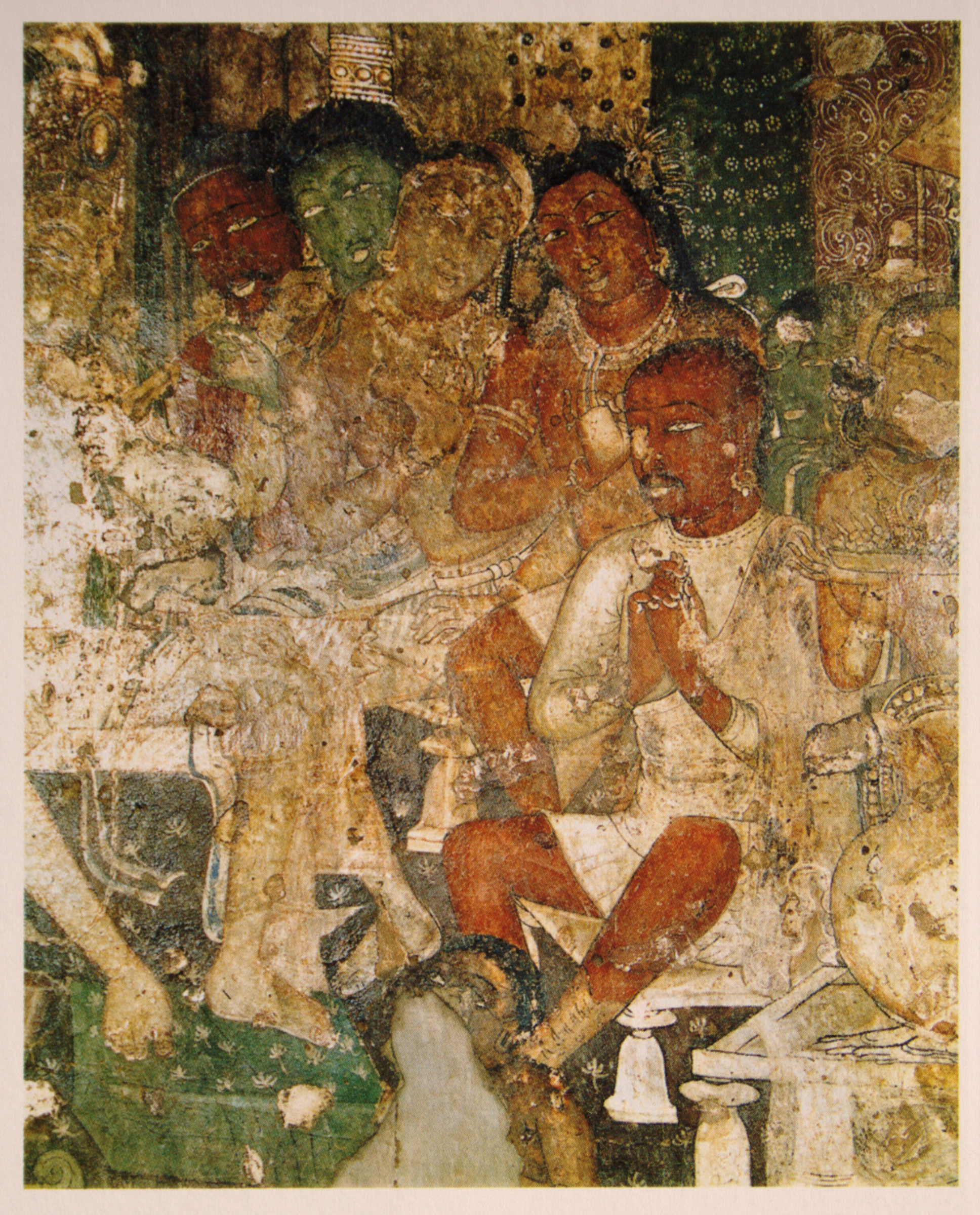
Ajanta, Höhle 17, Ende 5. Jahrhundert. Die buddhistischen Höhlenmalereien illustrieren Jatakas, Geschichten aus dem früheren Leben Buddhas, hier den Hamsa Jataka über einen Schwan (auch Gans, hamsa).

Die bedeutendsten Malereien aus altindischer Zeit sind die in den Ajanta-Höhlen erhaltenen Wandmalereien aus der Blütezeit des 5. bis 7. Jahrhunderts, die überwiegend Jatakas (lehrreiche Geschichten aus dem Leben des Buddha) illustrieren. Inschriften an den Höhlenwänden zufolge wurden die ersten Wandmalereien im 2. oder 1. Jahrhundert v. Chr. angebracht. Aus dieser Zeit sind kaum noch Reste erkennbar. Die Wandmalereien zeigen Buddhisten in höfischer Kleidung, die sich in prächtigen Palästen, Palastgärten, in den Wäldern und auf dem Schlachtfeld bewegen. Sie lassen eine vornehme Kultur auf ihrem Höhepunkt erkennen. Ähnliche buddhistische Malereien vom Ende des 5. Jahrhunderts enthalten die Höhlen von Bagh (im zentralindischen Distrikt Dhar). Altindischen Sanskrittexten ist zu entnehmen, dass auch die Wände mancher Paläste und Tempel üppig bemalt waren. Dieser lebendige und realistische Malstil der Gupta- und Nach-Gupta-Zeit bildet die prägende Phase der nordwestindischen Malerei.
Die zweite indische Maltradition neben der stationären Malerei ist die bewegliche Buchmalerei, die unabhängig von der Größe auch Miniaturmalerei genannt wird (abgeleitet von Latein minium für den roten Farbstoff Menninge, der in mittelalterlichen Illustrationen verwendet wurde). Zu den beweglichen, das heißt ohne Zerstörung transportablen Malereien zählen auch als Ausnahmen großformatige bemalte Baumwollstoffe, die aufgerollt werden können und stilistisch eher den zeitgenössischen Wandmalereien in den Palästen entsprechen. Solche Rollbilder werden bis heute in Rajasthan und von den Patua in Bengalen angefertigt.

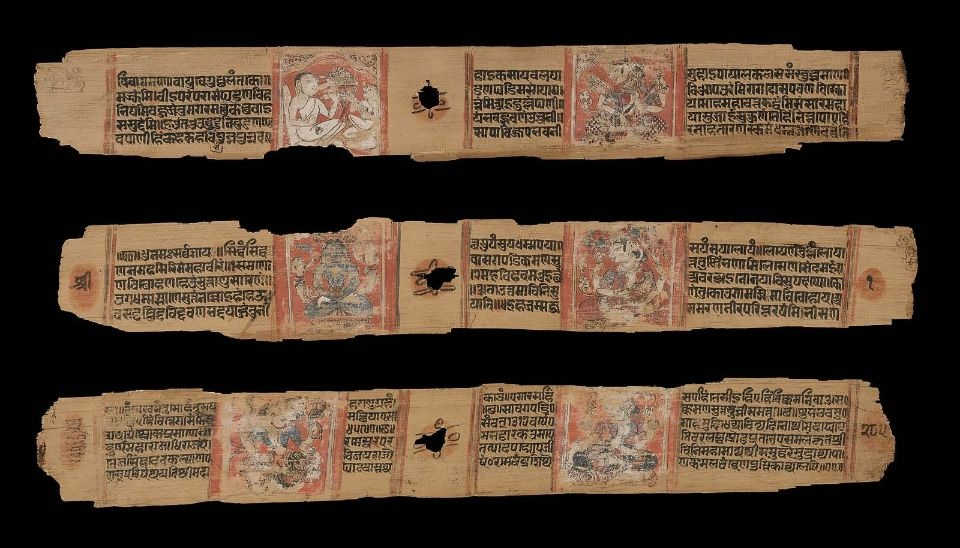
Schmales querformatiges Palmblattmanuskript eines Jain-Textes mit Miniaturen. Mewar, datiert 1260

In der altindischen Zeit dürfte es auch schon illuminierte Handschriften gegeben haben; wegen des feuchten Klimas blieb jedoch aus der Zeit vor dem 11. Jahrhundert kaum etwas von den damals üblichen Birkenrinden- und Palmblattmanuskripten erhalten. Die Jainas im Westen konnten auch unter muslimischer Herrschaft in Gujarat und Rajasthan Handschriften mit Illustrationen herstellen und sogar Tempel bauen, weshalb in Jaisalmer, im Westen Rajasthans, die älteste illuminierte Handschrift der Jainas aus dem Jahr 1060 erhalten blieb.
Nach der frühen klassischen Periode war der Malstil im 11. Jahrhundert statischer, linearer und stereotyp geworden. Im westlichen Indien wurde die Malkunst vom 12. Jahrhundert bis zum Ende des 15. Jahrhunderts vor allem in Gestalt zahlreicher Jain-Manuskripte in den Bibliotheken der Tempel von Gujarat und Rajasthan gepflegt. Im 12. Jahrhundert wurde dort ein besonderer Stil von illuminierten Palmblattmanuskripten eingeführt. Deren schmales langes Format wurde mit der weiteren Verbreitung von aus Zentralasien eingeführtem Papier Ende des 13. oder Anfang des 14. Jahrhunderts geringfügig breiter. Papier war in Indien bereits Mitte des 12. Jahrhunderts bekannt, wie der Fund eines Kolophons zeigt, das zu einem Papiermanuskript dieser Zeit von Anandavardhanas poetischem Werk Dhvanyaloka (9. Jahrhundert) gehört.
Der Stil blieb weiterhin starr; künstlerische Kreativität ist selten erkennbar und war auch nicht verlangt. Die Auftraggeber waren wohlhabende Jainas, die sich religiöse Verdienste zu erwerben hofften, indem sie teure Manuskripte an die Tempel stifteten. Die religiöse Bedeutung dieser Manuskript-Stiftungen hängt mit der von den Jainas bis heute praktizierten Verehrung von heiligen Texten, dem „Kult der Bücher der Kenntnis“ (jnanapuja), zusammen. Ab dem 10. Jahrhundert bis in die Gegenwart stifteten lokale Herrscher in Gujarat und Rajasthan auch Jain-Tempel und empfingen heilige Jain-Lehrer (acharya) auf Wanderschaft. Dass die Malereien nicht um der künstlerischen Darstellung willen angefertigt wurden, sondern lediglich das dekorative Beiwerk kostbar hergestellter Abschriften von religiösen Texten waren, erklärt ihren konventionellen Charakter. Es gab standardisierte Darstellungen für einzelne szenische Elemente wie Wald, Fluss oder Haus, ebenso steif wurden Menschen- und Götterfiguren in einer Dreiviertelansicht oder seltener frontal gezeigt. Dazu setzte man mit leuchtenden Farben starke Kontraste und steigerte den materiellen Wert durch üppig aufgetragenes Blattgold. Ein besonders häufig kopierter und prachtvoll gestalteter Text war die kanonische heilige Schrift Kalpasutra, eine dem Acharya Bhadrabahu im 4. oder 3. Jahrhundert v. Chr. zugeschriebene ausführliche Lebensbeschreibung des historischen Jain-Gründers Mahavira. Im ersten Teil werden die legendären Lebensgeschichten der 24 jainistischen Erlöser (Tirthankaras) erzählt, unter denen Mahavira als der letzte gilt. Die als Mutter des Mahavira erwähnte Trishala lebte in einem Palast, dessen Schlafzimmer mit Wandmalereien geschmückt war, und sogar Stühle waren bemalt, so ist es dem Kalpasutra zu entnehmen. Aus dem 13. und 14. Jahrhundert sind keine Paläste in Rajasthan und folglich auch keine Wandmalereien erhalten. Die Blütezeit illustrierter Kalpasutra-Handschriften war das 15. Jahrhundert.

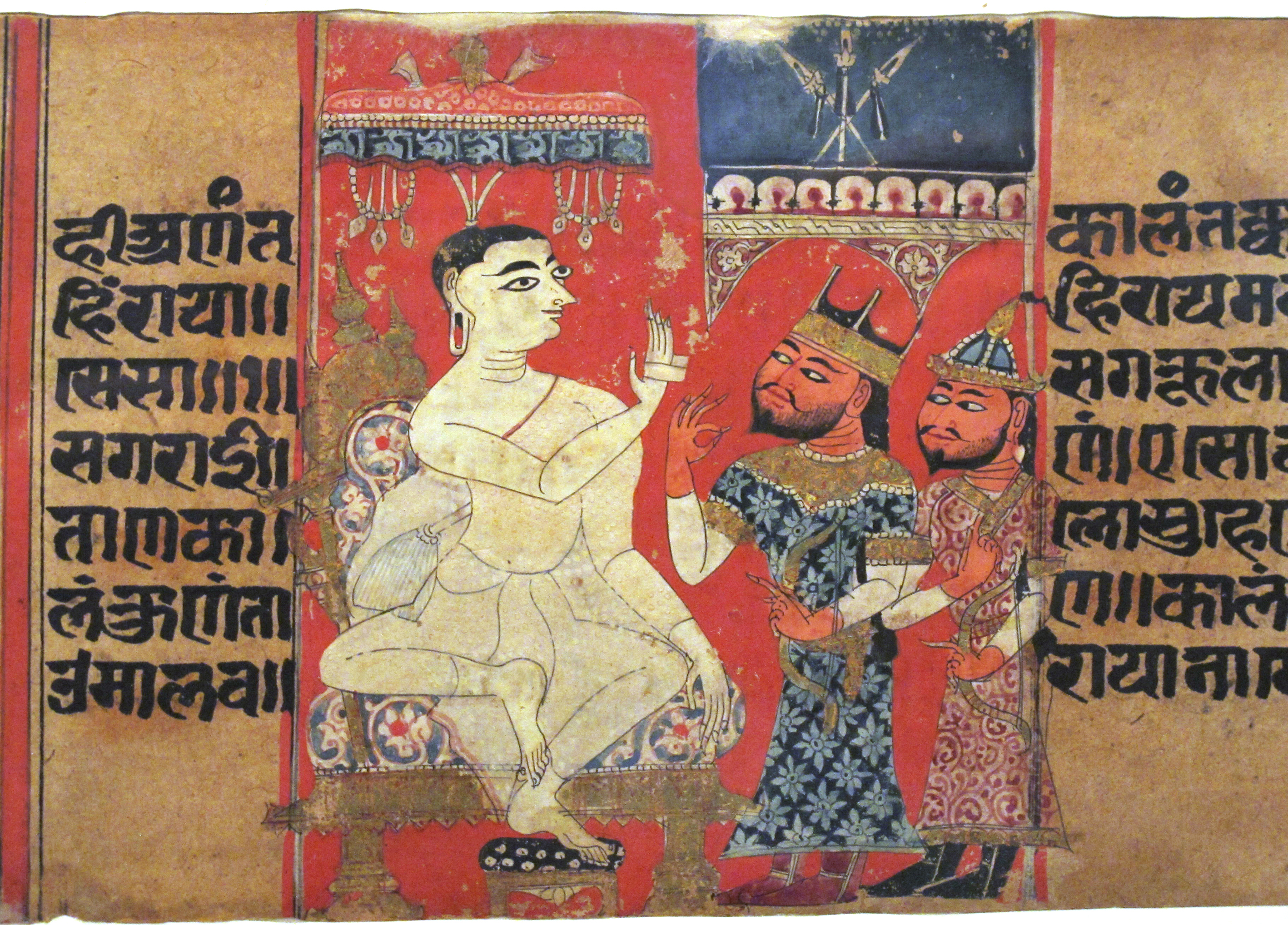
Jain-Handschrift des Kalpasutra um 1375. Dargestellt ist die Legende des Jain-Heiligen Kalakacharya, der im 1. Jahrhundert in Ujjain lebte, König Gardabhilla besiegte und ihm anschließend verzieh.

Das älteste illuminierte Palmblattmanuskript aus der Region Mewar stammt von 1260 und enthält sechs Miniaturen zu einem Jain-Lehrtext. Zu sehen sind jeweils ein oder zwei Figuren vor einem einfarbigen roten Hintergrund, eingerahmt von einer stilisierten Nische und in einem schlichten geradlinigen Stil gehalten. Ein Manuskript der Dilwara-Tempel von 1422/23 zeigt eine in der Zeichnung und Farbauswahl künstlerisch etwas anspruchsvollere Malerei.
Von dieser westlichen Maltradition wird die östliche Schule (Pala-Malerei) unterschieden, die zur selben Zeit von Buddhisten in Bengalen und Ost-Bihar gepflegt wurde und die klassische altindische Malerei besser bewahrt hat. Die Bilder auf den Palmblattmanuskripten stellen dem Mahayana-Kanon entsprechend Buddhas und Bodhisattvas dar und sind mit Seitenlängen von nur wenigen Zentimetern zwischen den längs auf den Beschreibstoff angeordneten Texten eingestreut. Eine größere Malfläche boten nur die gelegentlich bemalten Holzdeckel, zwischen die die Palmblätter gelegt wurden. Im Unterschied zur erhalten gebliebenen Malerei der Jainas im Westen ging der östliche Malstil im 13. Jahrhundert mit der Ausbreitung des muslimischen Sultanats von Delhi und dem Verschwinden des Buddhismus unter. Der elegante bewegte Stil der ostindischen Manuskripte lebte nachfolgend in Nepal, Tibet und Myanmar fort, wo in der damaligen Hauptstadt Bagan einige vergleichbare Wandmalereien erhalten sind.
Eine Wiederbelebung erfuhr die Miniaturmalerei in Nordindien durch die Einführung des frühen Rajputen-Stils im 15. und 16. Jahrhundert, der sich von der westindischen Tradition der jainistischen Handschriften-Illustrationen löste und mit der populär-hinduistischen Bhakti-Frömmigkeit und den kulturellen Aktivitäten an den Höfen der unabhängigen Hindu-Herrscher zusammenhing. Darüber hinaus wurde ab dem 16. Jahrhundert, dem Beginn der Mogulherrschaft, auch ein weiteres Themenfeld mit weltlichen Stoffen illustriert, darunter „Des Pandit Bilhana fünfzig Strophen von heimlicher Liebeslust“ (Caurapañcāśikā, vereinfachte Umschrift Chaurapanchasika), ein Liebesgedicht des Dichters Bilhana aus dem 11. Jahrhundert. Eine Abschrift dieser Dichtung gehört zu den bekanntesten illuminierten Handschriften des 16. Jahrhunderts. Einen stilistischen Wendepunkt markiert eine 1550 bis 1580 datierte musikinspirierte Miniatur, die in der linken unteren Hälfte eine junge Frau zeigt (Ragini Bhairavi verkörpernd und laut Beischrift Nada-Bhairavi genannt), die mit Zimbeln in den Händen Hymnen an Shiva singt, der rechts unten als Lingam in einem Schrein symbolisiert wird. Der Schrein steht am heiligen See Sarovara, wie der Text erklärt und wie Lotosblumen am unteren Bildrand verdeutlichen. Diese Darstellung gehört inhaltlich zu einer Serie von Illustrationen der Sanskrit-Liebesdichtung Chaurapanchasika.
Unter Akbar (reg. 1556–1605) gelangte die Malerei des Mogulstil nach persischen Traditionen zu ihrer Blüte. Da die Künstler am Hof mehrheitlich Hindus waren, sorgten sie für eine allmähliche Indisierung des Mogulstils. „Rajputisch“ der Fürstenstaaten wird als Stil von „mogulisch“ der Mogulherrscher unterschieden. Die von Fürsten regierten Kleinstaaten waren die Namensgeber für den in ihrem Staatsgebiet vorherrschenden Malstil (kalam), so wird etwa der Stil der Miniaturmalerei von Bundi in Rajasthan in der kunstgeschichtlichen Literatur unter der Bezeichnung Bundikalam geführt. Nun förderten die Fürsten in mehreren Orten Malschulen, deren Arbeiten sich stilistisch innerhalb eines kalam unterscheiden lassen, weshalb bei Kenntnis dieser stilistisch unteren Ebene der Ort einer Malschule oder Malerzunft angegeben wird (etwa Kota als nachgeordneter Stil von Bundikalam). Bestimmte stilistische Merkmale sind nicht zwangsläufig einer Malschule zuzuordnen, sondern können im Lauf der Zeit für verschiedene Orte charakteristisch sein. Mit dem Niedergang der Feudalstaaten während der britischen Kolonialherrschaft im 19. Jahrhundert war auch die traditionelle Ragamala-Malerei beendet.

## Musik und Malerei

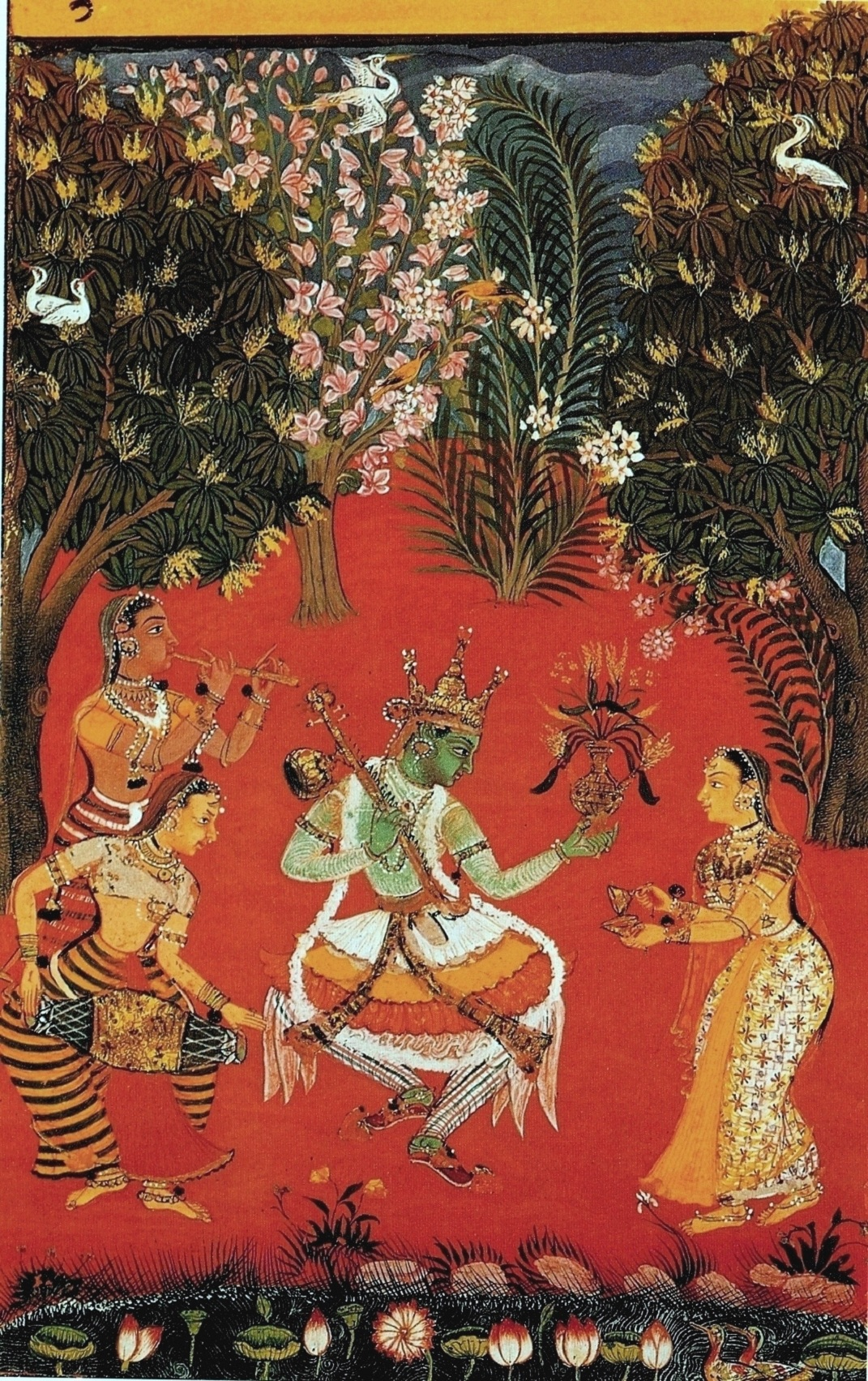
Raga Vasanta. Miniatur der Bundi-Schule, 1. Hälfte 17. Jahrhundert. Der Stabzither (vina) spielende Krishna musiziert mit Gopis, die Flöte (venu), Fasstrommel (pakhawaj) und Zimbeln (tala) spielen.

### Ragas und Religion
Die theoretische Beziehung von Musik und Malerei ist die bereits Jahrhunderte vor den Ragamala-Illustrationen unter indische Musikgelehrten geläufige Vorstellung, wonach von der unsichtbaren „Klangform“ (nadamaya-rupa) der Melodien ein dahinter verborgenes greifbares Urbild, eine „göttliche Gestalt“ (devatamaya-rupa) zu unterscheiden ist; so wie in der indischen Weltsicht allen Dingen ein göttliches Element zugrunde liegt. Im musiktheoretischen Werk Brihaddeshi aus dem 6.–8. Jahrhundert, mutmaßlich verfasst von Matanga Muni, werden die sieben Töne (svara) eines Ragas als eigenständige Wesen behandelt. Jeder Ton erhält eine Farbe, einen Gefühlsausdruck, einen Stammbaum und eine Schutzgottheit zugesprochen. Spätere Autoren wie Nanyadeva (1197–1233) in Bharata Bhashya und Sarngadeva in seinem bedeutenden Werk Sangitaratnakara (13. Jahrhundert) haben diese Auffassung ausgebaut.
Der Begriff raga wird erstmals in seinem musikalischen Zusammenhang im Brihaddeshi erwähnt. Die Einteilung der Ragas nach ihrem männlichen (purusha) oder weiblichen (stri) Geschlecht ist im Sangitamakaranda eines gewissen Narada (11. Jahrhundert, auch andere Datierungen) enthalten. Darin werden die Ragas in sechs Familien mit einem männlichen Familienoberhaupt und jeweils sechs weiblichen untergeordneten Ragas eingeordnet. Dieses System fand aber noch nicht Eingang in die Malerei. Den Begriff ragini für einen weiblichen Raga führte Narada in seinem Werk Panchama Sara Samhita ein. Bis heute gehören meistens fünf oder seltener sechs Raginis zu einer Raga-Familie. Die Zahl von sechs Ragas wird im Mythos bis auf Mahadeva, den „großen Gott“ Shiva und seine Frau Parvati zurückgeführt. Shiva, der mit seinen fünf Köpfen die vier Weltgegenden und den Himmel repräsentiert, schuf demnach mit jedem seiner Köpfe einen der Hauptragas und Parvati steuerte den sechsten Raga bei. Die Raginis brachte Schöpfergott Brahma hervor.
In Illustrationen von Kalpasutra-Handschriften werden svara, shruti und andere Begriffe aus der Musiktheorie als Gottheiten dargestellt. Damit ist eine in der Jain-Literatur beginnende Entwicklung vorgezeichnet, den Svaras und Ragas menschliche Erscheinungsformen mitsamt entsprechenden Attributen zuzuordnen. Möglicherweise aus Gründen der religiösen Verehrung wurde den Göttern eine zweifache Wesenheit zugesprochen: als Erscheinungen des Klangs (nadamaya) und der Göttlichkeit (devatamaya). Folgerichtig erhielten viele Ragas die Namen männlicher und weiblicher Götter und manche Musiker fühlen die machtvolle Anwesenheit eines Ragas als einem jenseitigen Wesen, falls sie diesen Raga korrekt spielen.
Die um 1350 vom Jain-Gelehrten Vachanacharya Sudhakalasa in Gujarat verfasste Abhandlung über Musik und Tanz Sangita Upanishad Sarodhara enthält die älteste Beschreibung der zu den Begriffen svara und raga gehörenden körperlichen Wesen, die als zu verehrende Götter vorgestellt werden. Sudhakalasas bildliche Umsetzung von Ragas scheint einen beträchtlichen Einfluss in musikliebenden Kreisen gehabt zu haben, denn innerhalb eines Jahrhunderts breiteten sich poetische und malerische Darstellungen von Ragas über Nordindien aus. Den Raga Vasanta, einen Frühlingsraga, der häufig mit Krishna im vergnüglichen Kreis der Gopis bildlich dargestellt wird, beschreibt das Sangita Upanishad Sarodhara so:

„Er ist mit sechs Gesichtern und zehn Armen ausgestattet; der golden leuchtende Raga Vasanta. Er hält in seinen Armen die tala (Zimbeln), das shankha (Schneckenhorn), khatvanga (Keule), phala (Frucht), chakra (Wurfscheibe) und padma (die Lotosblume), während er mit zwei Händen vina spielt und zwei weitere zu den Handgesten (Mudras) varada und abhaya erhoben sind. Er reitet auf einem kokila (Kuckuck) und wird in den Monaten chaitra und vaishaka (im Frühjahr nach dem indischen Kalender) gesungen.“

Solcherart Charakterisierungen wurden in späteren poetischen Texten mit spezifisch menschlichen Gefühlsstimmungen (bhava) unterlegt und in der höfischen Sanskrit-Dichtung (kavya) in romantische Verse gekleidet, eine auch in den Ragamala-Illustrationen erkennbare Entwicklung. Die von Maharana Kumbha aus Mewar 1456 verfasste Abhandlung Sangitaraja enthält eine mit dem Sangita Upanishad Sarodhara vergleichbare, aber detailliertere Charakterisierung von Ragas. Das Werk behandelt auf über 200 Seiten für jeden Raga Tonskala, Tonhöhe, Melodiestruktur und bildliche Beschreibung.
Das von Sudhakalasa im 14. Jahrhundert eingeführte religiöse Konzept eines vergöttlichten Ragas wurde ab dem 16. Jahrhundert an den Höfen der Moguln und Rajputen zu einer Verbindung der Ragas mit mythologischen Erzählungen hin abgewandelt. Ragas wurden nun die Charakterisierungen der mythischen Helden (nayaka) und Heldinnen (nayika) zugeschrieben und in der ihnen gewidmeten Sanskrit-Dichtung (raga-dhyana) erscheinen sie als Personen oder typische Szenen. Hierzu gehören neben anderen Werken auch das auf Bengalisch vermutlich Ende des 16. Jahrhunderts von Shubhankara verfasste Sangitadamodara und das in dieselbe Zeit datierte Ragamala von Pundarika Vitthala, eines aus Südindien in den Norden umgesiedelten Autors.
Die bildliche Umsetzung der Ragamalas geht wahrscheinlich auf einige Fürsten in Rajasthan zurück, unter ihnen Kumbhakarna (auch Rana Kumbha, reg. 1433–1468) von Mewar und Man Singh Tomar (reg. 1486–1516) von Gwalior. Beide Herrscher scharten Musiker und Musikgelehrte um sich, waren selbst Musiker und beschäftigten sich theoretisch mit Musik. Außerdem prägte eine mystisch-religiöse Dichtung die Gedankenwelt dieser Zeit. Hierzu trug die Mystikerin Mirabai (1498–1546) mit ihren Liebes- und Klageliedern bei, ebenso der Hofdichter und Brahmane Vidyapati (um 1380–1460) mit Liebesliedern und devotionalen Lieder sowie der bengalische Mystiker und Krishna-Verehrer Chaitanya (1486–1533).
Die ältesten erhaltenen Ragamala-Illustrationen sind in einem Palmblattmanuskript des Kalpasutra enthalten, das nach Stiluntersuchungen um 1475 datiert wird und dessen Verbleib heute als unbekannt gilt. Eines der Blätter wurde erstmals 1947/48 in einer Ausstellung über indische Kunst in London gezeigt und im dazugehörenden Katalog 1948 veröffentlicht. Das gesamte aus Gujarat stammende Jain-Manuskript publizierte zuerst Sarabhai Manilal Nawab 1956. Insgesamt finden sich in diesem Manuskript 42 kleine Bilder als Verzierungen am Rand, die männliche und weibliche Götter oder andere Himmelswesen darstellen und mit dem Text inhaltlich nicht in Verbindung stehen. Die Zahl 42 ergibt sich aus dem System von sechs männlichen mit jeweils sechs weiblichen Ragas. Ein Bezug zu Musik ist auch nicht erkennbar, er wird aber durch Beischriften hergestellt, welche die Figuren als Personifikationen von Ragas ausweisen. Gedacht waren die sehr kleinen Ragamala-Darstellungen als Dekorationselemente, die in dieser Form häufig in kanonischen Jain-Manuskripten vorkommen. Bis dahin galt eine Ragamala aus Gujarat, von der eine Illustration des Raga Dhyansi im selben Katalog von Sarabhai Manilal Nawab veröffentlicht wurde, als älteste Raga-Serie. Auf einem 10,8 × 23,5 Zentimeter großen Blatt vom Anfang des 16. Jahrhunderts ist in dumpfen Farben eine junge Frau dargestellt, die auf ihren Geliebten wartet, außerdem ein Schlafgemach auf der linken Seite und ein kleinformatiger Elefant rechts.

### Systematik der Ragas

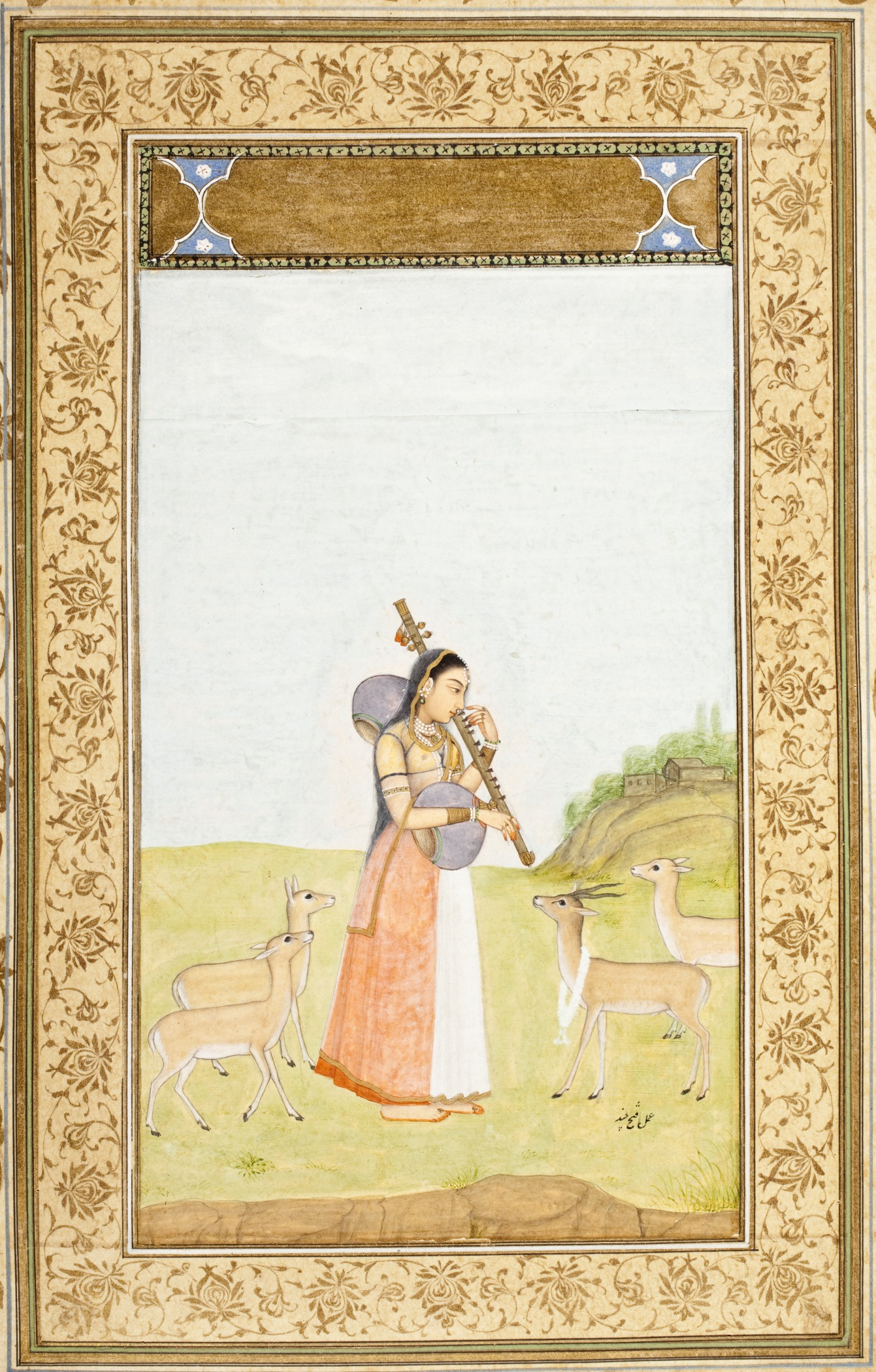
Ragini Todi, zweite Frau des Ragas Hindola. Im Painters System Nr. 15. Üblicherweise als junge Frau dargestellt, die sich nach ihrem Geliebten sehnt, hier die Stabzither vina spielend. Die Gazellen symbolisieren die Naturszene und verstärken ihre Einsamkeit. Maler: Fath Chand, Avadh, um 1750–60.

Durch die Beischriften und die Bildanordnung ergibt sich eine bildliche Umsetzung der 6 Hauptmelodiestrukturen (raga) mit jeweils 5 oder 6 untergeordneten Melodietypen (bhasa). Das System mit 6 Nebenragas ist in der bedeutenden westindischen Abhandlung über Musik Sangitopanisat-Saroddharah des Jain-Gelehrten Vacanacarya Sri Sudakalasa, die 1350 vollendet wurde, enthalten. Die (männlichen) Ragas erscheinen in den Kalpasutra-Abbildungen als Götter mit den jeweiligen körperlichen Merkmalen und Attributen einschließlich ihres Reittiers (vahana). Zwei Verse behandeln den Raga Bhairava, der namentlich Bhairava, einer wilden Erscheinungsform des Gottes Shiva, zugeordnet ist. Darin heißt es, er habe einen Kopf, acht Arme, eine weiße Hautfarbe, sei mit einem Fell bekleidet und reite auf einem Stier (Nandi). Dazu werden die Attribute aufgezählt, darunter Dreizack (trishula), Schädelgirlande, Stabzither (vina), Schlange und Lotos, wie sie auch auf dem Bild erkennbar sind. Der Raga Pancama (benannt nach dem fünften Ton, svara, der indischen Tonleiter) erscheint als dunkelhäutige Figur mit fünf Köpfen und zehn Armen, deren Reittier ein kleiner rechts unten gezeigter Elefant ist. Die Nebenmelodietypen (bhasa) werden als junge schöne Frauen verkörpert. Die hier als bhasa (Sanskrit, „Lokalsprache“) und dem nachfolgenden Eigennamen bezeichneten weiblichen Figuren heißen in späteren Schriften ragini.
Um weitere Raga-Melodien unterzubringen, mussten die aus männlichen und weiblichen Ragas bestehenden Familien erweitert werden. Sarngadeva bezeichnete die neu hinzugekommenen „Söhne“ als „neutrale“ Ragas. Seitdem wurden in musiktheoretischen Werken Raga-Familien gebildet, die aus „Männern“ (raga), „Frauen“ (ragini) und „Abkömmlingen“ (apatya) – das sind „Söhne“ (putra) oder „Töchter“ (putri) – bestehen. Zu einer solchen Großfamilie von Ragas, die als Texte und Miniaturen aus den westlichen Vorbergen des Himalaya überliefert sind, gehören mindestens 6 Familienoberhäupter (raga) mit je 5 Frauen (ragini), was 36 Ragas ergibt. Wenn die Familie in diesem Fall außerdem acht Söhne hat, wächst die Gesamtzahl der Melodietypen auf 84 an. Dann besteht die gemalte Ragamala aus 84 Bildern.
Meist setzt sich eine Ragamala-Illustration aus 36 oder 42 Malereien, seltener aus 84 oder 115 Einzelbildern zusammen. Ragamalas mit 42 Bildern bestehen aus 6 Ragas und 36 Raginis, das heißt, das „männliche Familienoberhaupt“ hat 6 „Frauen“. Musikalisch unterscheiden sich die (männlichen) Ragas durch ihre pentatonisch auf- und absteigende Tonfolge von den heptatonischen (weiblichen) Raginis. Weiblich und männlich vorgestellte Ragas werden in der Musik gleich behandelt. Die Familienmetapher schafft durch die männlich-weibliche Polarität eine Hierarchie, in der die „männlichen“ Ragas höhergestellt sind als die „weiblichen“. Unabhängig von der Mitgliederzahl der Familien ist eine Serie stets mit gleich großen Familien symmetrisch gegliedert.
Für die Anordnung bestimmter Ragas zu einer Ragamala-Familie gelten regional unterschiedliche Systematiken. Das umfangreichste System ist nach einem gewissen Mesakarna (auch Kshemakarna) benannt, der im 16. Jahrhundert Brahmane am Hof von Rewa war. Laut seiner Schrift Ragamala von 1570 führt Mesakarna die Rubrik putra („Sohn“) ein. In diesem Mesakarna-System bringt er 6 Ragas mit je 5 Raginis und 8 Putras zusammen. Diese Ragamala aus 84 Ragas kann um Töchter und Ehefrauen der Söhne erweitert werden. Jeden Raga personifiziert Mesakarna als einen göttlichen oder aristokratischen Charakter. Des Weiteren verbindet er jeden Raga mit einer Tierstimme oder einem von Menschen erzeugten Klang. Das Mesakarna-System kommt bei wenigen Ragamalas in Rajasthan, Dekkan und Bundelkhand vor. In abgewandelter Form ist es typisch für die Ragamalas der Pahari-Schule in den westlichen Himalayavorbergen.
Etwa die Hälfte der 4000 von Klaus Ebeling (1973) untersuchten Ragamalas gehören zu einer Anordnung, die Ebeling Painters System und A. L. Dallapiccola (1975) „typische Anordnung“ nennt. Eine indische Bezeichnung fehlt, weil dieses System auf keine literarische Quelle zurückgeführt werden kann. Beim Painters System sind den sechs Ragas Bhairava, Malkos, Hindol, Dipak, Megha und Sri jeweils fünf Raginis zugeordnet, sodass sich 36 Bilder ergeben.
Ein weiteres System bei zahlreichen Ragamalas wird nach dem altindischen Autor Hanuman benannt, der ein Kommentator des Natyashastra gewesen sein soll, erklärt Avohala, der im 17. Jahrhundert eine Abhandlung über Musik zusammenstellte. Sein Hanuman’s System umfasst ebenfalls sechs Ragas mit je fünf Raginis. Die männlichen Ragas sind anders angeordnet, aber entsprechen denen des Painters System, auch sind 23 oder 24 der Raginis in beiden Systemen gleich. Darüber hinaus sind etliche Ragamalas nach anderen Systemen strukturiert oder lassen sich wegen fehlender Beischriften nicht mehr eindeutig zuordnen.
Wie die Ragas bildlich umzusetzen sind, nehmen die wahrscheinlich lange vor den Ragamalas existierenden Sanskritverse mit der bildlichen Beschreibung von Ragas raga-dhyana (Sanskrit dhyana, „Versenkung, Meditation“) vorweg. Das System raga-dhyana geht möglicherweise bis auf das Brihaddeshi des Matanga Muni (6.–8. Jahrhundert) zurück und wurde im philosophischen Tantrismus weiterentwickelt. Im 16. Jahrhundert wurden diese Sanskritverse herangezogen, um das System der Raga-Familien den Illustrationen der Ragas zuzuordnen. Titel, Illustration des Ragas und der Dhyana-Vers waren anfangs nicht genau aufeinander abgestimmt. So musste die Illustration einer Ragini nicht notwendig eine Frau zeigen und stellte häufig noch eine männliche Gottheit dar. Die Verfasser der älteren Dhyanas sind unbekannt. Der erste namentlich erwähnte Autor oder Kompilator der Verssammlung, auf der die meisten der 84 Bilder umfassenden Ragamalas basieren, hieß Kshemakama. Sein 1570 vollendetes Werk enthält 86 Strophen, von denen aber nur 84 in Bildern umgesetzt werden, damit die Gesamtzahl den 6 Raga-Familien von jeweils 5 Frauen und 8 Söhnen entspricht.
Kshemakama beschreibt die Zugehörigkeit einzelner Ragas zu den Tönen bestimmter Tiere und zu Naturgeräuschen. Der vor Sonnenaufgang und in langsamem Tempo zu spielende Raga Bhairava entspricht einer summenden Biene und den Mitternachts-Raga Malkauns solle eine Ziege singen. Die Illustrationen übernehmen aber nur teilweise solche Vergleiche und folgen häufig anderen und früheren Bildtraditionen. Ein unbekannter anderer Text liegt beispielsweise der sogenannten Berlin-Bundi-Ragamala von etwa 1670–1680 zugrunde, deren Namen sich auf das Museum für Asiatische Kunst in Berlin bezieht, wo vier Blätter dieser bedeutenden Ragamala aufbewahrt werden.

## Malschulen und Regionalstile
In den Beitexten der Miniaturen ist üblicherweise nicht der Herstellungsort vermerkt, sodass dieser über stilistische Merkmale erschlossen werden muss. Da die Handschriften etwa mit der Mitgift einer Frau an andere Orte gelangt sein konnten, kommt einem Stilvergleich mit ortsgebundenen Wandmalereien eine besondere Bedeutung zu. Für die zeitintensive Ausgestaltung von Palasträumen wurden keine Maler auf der Wanderschaft, sondern am Hof angestellte Künstler beauftragt, die zugleich Miniaturmalereien herstellten. Durch Wandmalereien lässt sich auch das Gesamtgebiet eines Malstils eingrenzen, das nicht unbedingt auf politische Grenzen bezogen war.
Die erste umfangreiche monografische Studie über Ragamalas war O. C. Gangooly’s Rāgas & Rāginīs, ein zunächst in zwei Bänden mit einer Auflage von 36 Exemplaren in Calcutta erschienenes Werk. Eine größere Neuauflage ohne den Bildband erschien 1948 in Bombay. Nachfolgende grundlegende Werke sind Klaus Ebeling, Ragamala Painting (1973), und Ernst und Rose Leonore Waldschmidt, Miniatures of musical inspiration in the collection of the Berlin Museum of Indian Art, (1975).

### Frühe Gujarat-Schule
Im ältesten Ragamala-Manuskript von 1475 aus Gujarat im traditionellen Jain-Stil wirken die Figuren steif und stereotyp, besitzen aber ein detailliert ausgearbeitetes großes Gesicht, das zwar stets im Profil, aber doch mit einem sichtbaren zweiten Auge dargestellt wird. Die Körperformen lassen die altindischen Schönheitsideale erkennen: Männer mit breiten Schultern und enger Taille und die Frauen mit rundlichen Brüsten, enger Taille und geschwungenen Hüften. Jede Figur steht einzeln in der Bildmitte mit einer angedeuteten Landschaft oder bei Göttern ihrem Reittier (vahana) im Vordergrund. Die insgesamt prunkvolle Gestaltung beinhaltet detaillierte Kostüme bei den Figuren und eine von Ranken- oder Blumenmustern umrahmte goldene Schrift auf rotem Hintergrund.
Innerhalb des folgenden Jahrhunderts wird dieser Stil einfacher und ändert sich grundlegend. Den stilistischen Übergang verdeutlicht ein 1575–1590 entstandenes Manuskript aus Gujarat, von dem nur 9 Bilder der ursprünglichen 36 oder 42 erhalten sind. Die Bilder im Format 23,5 × 10,3 Zentimeter haben einen gelben Rahmen, auf dem auf Alt-Gujarati oben der Name des Ragas steht. Die Gesichter werden jetzt flächig im Profil mit nur einem Auge, spitzer Nase und spitzem Kinn dargestellt. Die Figurendetails und Körperhaltungen sind wenig ausgeprägt, dafür ist hier der Beginn einer szenischen Malerei zu sehen, mit der in der Folgezeit die einzelnen Ragas charakterisiert werden. 
Aus derselben Zeit (um 1575) stammt ein weiteres, mutmaßlich in Gujarat entstandenes Manuskript mit einer aus 36 Bildern bestehenden vollständigen Ragamala-Serie. Die querformatigen Blätter messen 19,3 × 24 Zentimeter. Auf jedem Blatt sind die dazugehörenden beschreibenden Verse (dhyana) notiert. Die Figurenzeichnungen sind etwas aufwendiger und stellen Anna Libera Dahmen-Dallapiccola (1975) zufolge einen ersten Schritt hin zu den raffinierteren Miniaturen aus Rajasthan ab der Mitte des 16. Jahrhunderts dar.

### Einteilung
Da die Namen von Malern oder ihren Malschulen selten bekannt sind, werden die klassischen Ragamala-Miniaturmalereien teilweise nach Regionen (ehemaligen Fürstentümern) und teilweise nach Städten benannt, in denen die Bilder vermutlich entstanden. Die grobe Gliederung erfolgt in drei Großregionen:
1. Die Regionalstile (kalam) der Fürstentümer in Rajasthan, in erster Linie Mewar (mit der Hauptstadt Udaipur), Bundi, Kota, Marwar (mit der Hauptstadt Jodhpur), Amber, Bikaner und Kishangarh. Stilistisch nahestehend sind die Schulen von Malwa (im Westen von Madhya Pradesh) und weiter östlich Bundelkhand.
2. Weiter nördlich, am Westrand des Himalaya traten in der zweiten Hälfte des 17. Jahrhunderts mehrere Schulen hervor, namentlich: Basohli, Jammu, Guler, Kangra, Kullu, Chamba, und Tehri-Garhwal. Die Miniaturen dieser Bergregion werden zusammenfassend Pahari-Malerei genannt (von pahār, „Hügel, Berg“).
3. Regionalstile des Dekkan im südlichen Zentralindien in den Städten Ahmednagar, Bijapur, Golkonda und Hyderabad (im gleichnamigen Fürstenstaat).

### Provinzieller Mogulstil

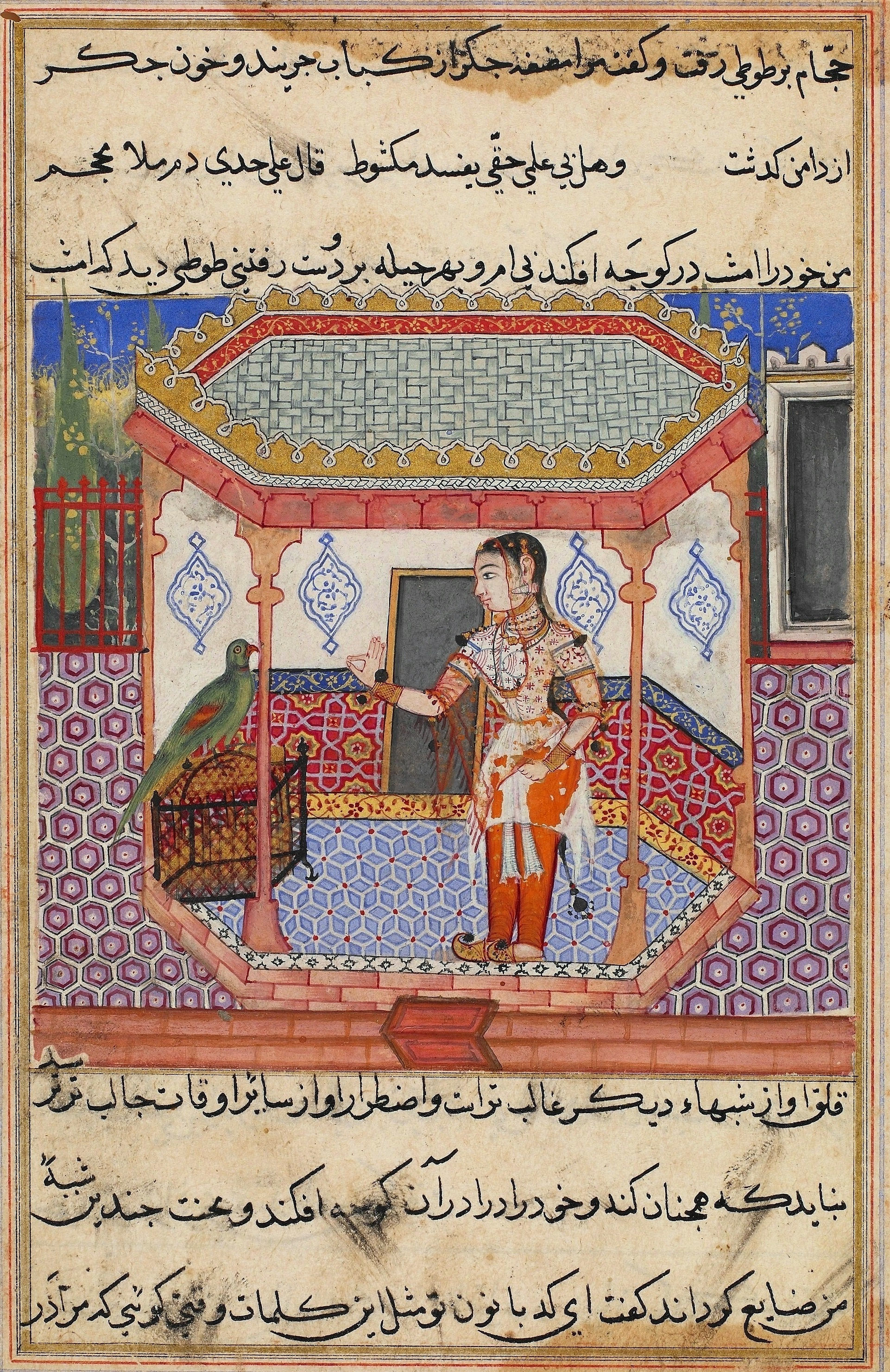
Mogulindische Miniatur aus einem persischen Tutinama-Manuskript. Der Papagei erzählt der Dame Khojasta die 45. von 52 Geschichten. 1565–1570 unter Akbar entstanden. Freer Gallery of Art, Washington.

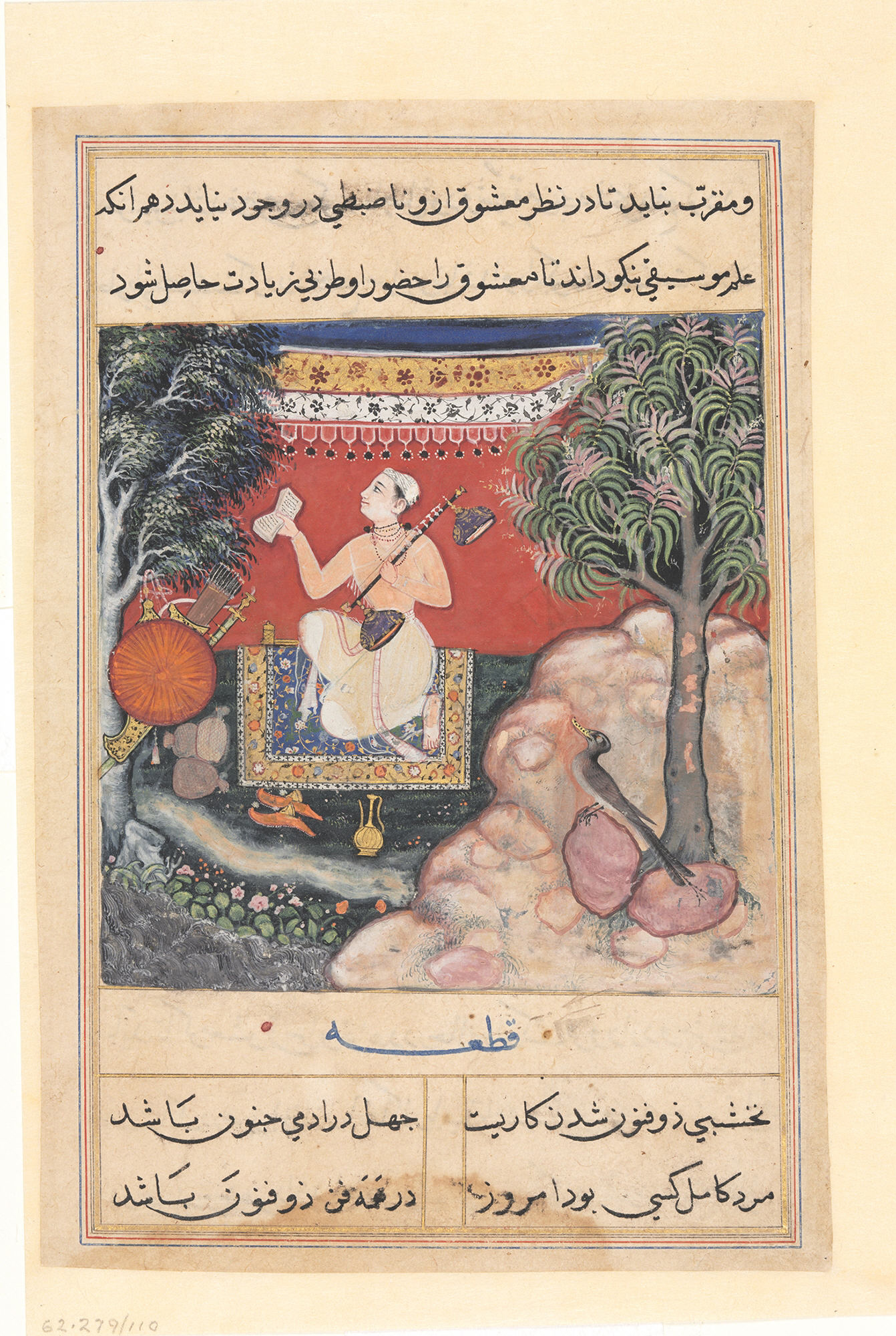
Mogulindische Miniatur aus einem Tutinama-Manuskript betitelt „Der Ursprung der Musik“. Maler: Basawan (bl. 1556–1600), entstanden 1565–1570. Der Vogel singt dem vina-Spieler die sieben Noten der Tonleiter vor. Metropolitan Museum of Art

Die Regionalschulen von Rajasthan wurden im ersten Viertel des 17. Jahrhunderts von einer volksnahen vereinfachten Variante der Malerei an den Schulen am Hof der Mogulkaiser beeinflusst oder es gelangten umgekehrt Maltraditionen aus Rajasthan in eine volksnahe Mogulmalerei. Die Frage der gegenseitigen Beeinflussung wird kontrovers diskutiert. Von der höfischen Mogulmalerei ist der provinzielle Mogulstil, der indische Themen behandelt, zunächst an einer indischen Schrift wie Devanagari anstelle der persischen Schrift unterscheidbar. Die Auftraggeber waren keine Muslime, sondern Hindus oder Jainas.
Prägend für die frühen Ragamala-Darstellungen war unter der höfischen Mogulmalerei beispielsweise eine illuminierte Handschrift des Tutinama, die 1565–1570 im Auftrag Akbars (reg. 1556–1605) entstand. Das Tutinama („Erzählungen eines Papageien“) ist eine um 1330 verfasste persische Sammlung von moralischen Erzählungen, mit denen ein Papagei seine Besitzerin, die junge Dame Khojasta, unterhält und belehrt. Das Werk des Dichters Nachschabi († 1350) geht auf das ältere indische Papageienbuch (Shukasaptati) aus dem 12. Jahrhundert zurück, moralische unterhaltende Tiergeschichten haben jedoch in Indien eine wesentlich längere Tradition. Die Miniaturen geben neben der stilistischen Beurteilung einen Einblick in Lebensweise, Kleidung und Schmuck der Mogulzeit. Ein Blatt eines mogulindischen Tutinama-Manuskripts von 1565–1570 ist mit „Der Ursprung der Musik“ betitelt und behandelt die persische Legende vom mythischen Vogel Mausiqar, der den Menschen die sieben Töne der Musik überbrachte. In diesem Bild lauscht der rechts unten neben dem Baum sitzende Vogel der zentralen Figur des Musikers, der eine Stabzither (vina) spielt. Die Miniatur bringt die musikalischen und ästhetischen Empfindungen (rasa) zusammen, um Liebesgefühle anzuregen.
Bei einem Vergleich mit in dieselbe Zeit datierten Miniaturen zeigen sich stilistische Ähnlichkeiten etwa an der Darstellung von Frauen im Ragini Todi einer Ragamala aus Chunar (Uttar Pradesh), datiert 1591, und in einem Mogul-Manuskript des Ramayana von 1589–1598. In beiden Miniaturen erscheinen die Frauen im Profil mit rundlichen Gesichtern und ähnlicher Körperhaltung. Für die vor-mogulische Malerei Rajasthans sind ballonförmige Brüste in orangefarbenen Blusen (choli) typisch, die bei beiden Bildern vorkommen, sie unterscheiden sich dafür in der Gesichtszeichnung. Bei der Mogulminiatur ist das Gesicht weicher mit kleineren Augen, während bei der Figur der Ragamala große Augen mit kräftigen schwarzen Umrisslinien auf eine ältere indische Regionaltradition verweisen, die später in den höfischen Mogulmalerei nicht mehr gewünscht war.
Generell ist der provinzielle Mogulstil gegenüber dem höfischen durch kräftigere erdigere Farben, eine stärkere Zeichnung, geringere Variationen im Gesichtsausdruck und gröbere Pigmente gekennzeichnet. Die Ramayana-Handschrift von 1589–1598, beauftragt von Abdul Rahim Khan-e-Khanan (1557–1617), Feldherr und Kunstförderer unter Akbar, gilt als das älteste Werk im provinziellen Mogulstil. Die 130 enthaltenen Miniaturen wurden in einer großen qualitativen Bandbreite zwischen sehr fein und sorglos ausgeführt.
Typisch für diesen Stil sind um 1610–1615 (oder um 1625) datierte Miniaturen aus einem Manuskript des von Keshavdas verfassten Rasikapriya. Keshavdas von Orchha (1555–1617) war ein brahmanischer Gelehrter und Dichter, sein Rasikapriya steht am Beginn einer ritikal genannten Phase der Hindi-Dichtung. Der höfische Maler dieser Miniaturen, Ustad Salivahana, wirkte in Agra und beeinflusste Anfang des 17. Jahrhunderts wesentlich den provinziellen mogulischen Stil und die Miniaturmalerei in Rajasthan im weiteren Verlauf des Jahrhunderts, vor allem in Bundi und Mewar. Salivahana arbeitete auch für nichtmuslimische Auftraggeber außerhalb des Hofes, so bemalte er für reiche Jain-Auftraggeber in Agra eine knapp drei Meter lange Papierrolle zwischen dem Text eines Erlasses (ferman) mit Miniaturen, darunter einem lebendigen Porträt des Kaisers Jahangir. Eigenarten seines Stils wurden von Schülern oder Kollegen Anfang des 17. Jahrhunderts in Miniaturen des provinziellen Mogulstils übernommen.

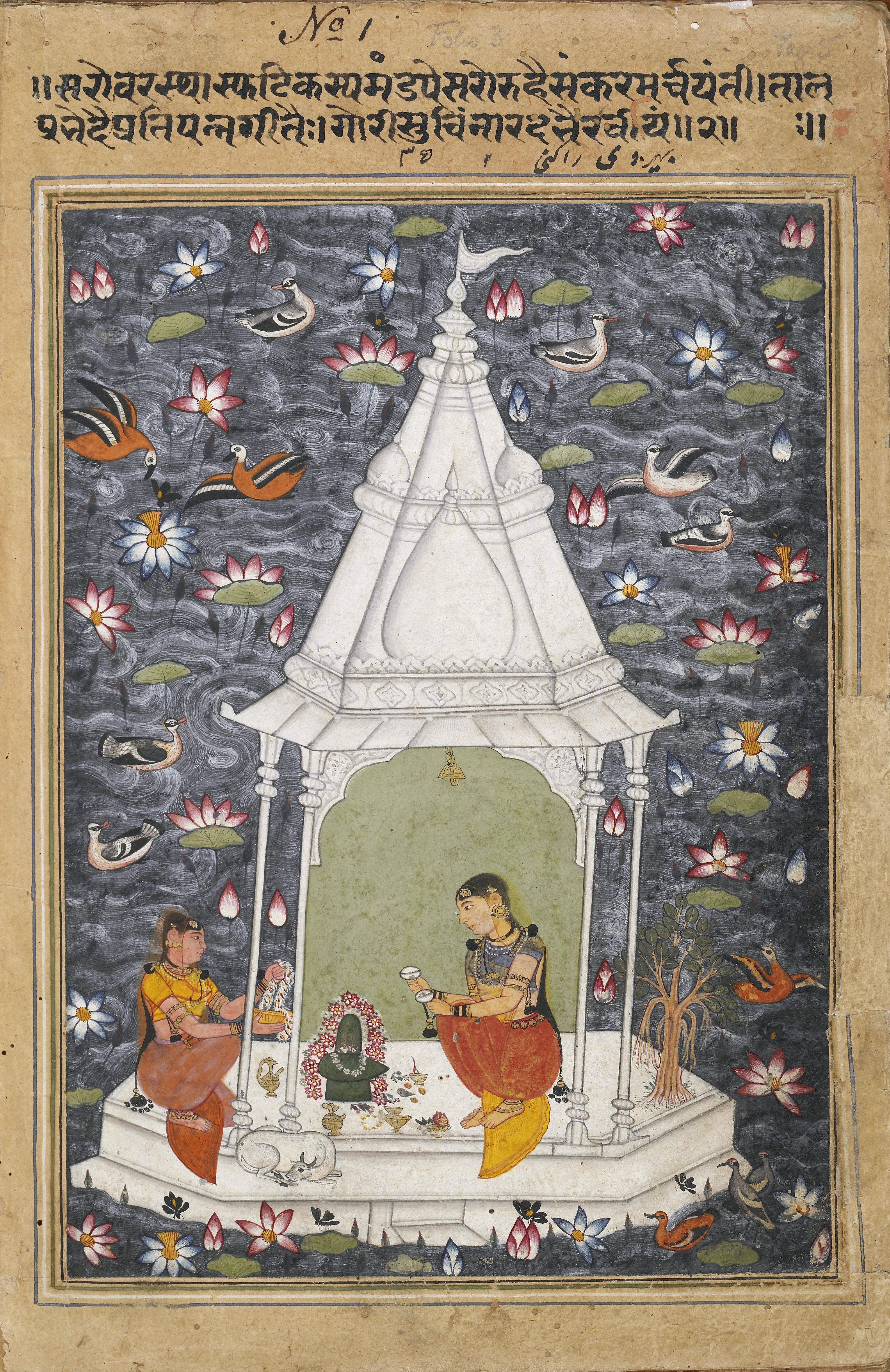
Ragini Bhairavi aus der Manley Ragamala, um 1610. Eine Frau mit Zimbeln in den Händen und ihre Begleiterin verehren Shiva in Gestalt des Lingam mit Gesang und Blumengirlanden. Der Pavillon ist von einem See mit Lotosblüten und Wasservögeln umgeben.

Ungefähr aus dem Jahr 1610 ist eine nahezu vollständige Ragamala im provinziellen Mogulstil mit Traditionen von Rajasthan erhalten. Die 34 Blätter aus dem 36 Blätter umfassenden Painters System sind mit Sanskritversen beschriftet und tragen Namen sowie die Nummer des Raga, lediglich die Ragas Todi (Nr. 15) und Kanada (Nr. 22) fehlen. Über der Devanagari-Schrift stehen in persischer Schrift nochmals der Name des Ragas und zusätzlich der Ragafamilie. 1774 erwarb der britische Offizier William Watson die Blattsammlung, wie er auf dem Frontispiz notierte. Somit gab es nacheinander einen oder mehrere hinduistische, muslimische und christliche Eigentümer, die Notizen auf den Blättern hinterließen. Die Miniaturen sind nach ihrem letzten Privateigentümer als Manley Ragamala bekannt und befinden sich heute im British Museum.
Die vermutlich im ersten Viertel des 17. Jahrhunderts angefertigte Laud Ragamala ist nach dem englischen Erzbischof William Laud (1573–1645) benannt, der sie im Jahr 1640 der Bodleian Library in Oxford schenkte, wo sie sich heute befindet. Damit dürfte die Laud Ragamala das erste indische Manuskript sein, das in eine westliche Sammlung gelangte. Die 18 erhaltenen Bilder sind einfach gestaltet und es wurden mehrere Theorien über ihren Herkunftsort vorgeschlagen, darunter der Dekkan oder Amber in Rajasthan. Die Zuordnung zum provinziellen Mogulstil ergibt die persische Inschrift mit dem Namen der Ragini auf jedem Blatt. Dessen Format beträgt rund 15 × 10 Zentimeter. Die Figuren haben realistische Proportionen, wirken aber steif und ausdruckslos im Gesicht. Bei der üblicherweise als Nr. 3 eingeordneten Ragini Nata ist eine Kampfszene mit langen Schwertern zwischen einem Reiter und einem Mann zu Fuß vor dem Hintergrund von Felsen und einem Baum dargestellt. Diese ansonsten karge Landschaft ahmt den höfischen Mogulstil nach. Häufig sind eine Terrasse und eine Veranda zu sehen, deren von Zinnen begrenztes Dach von schlanken Säulen getragen wird. Genauere Stiluntersuchungen ergaben, dass die Laud Ragamala wahrscheinlich vom Maler Fazl in der Werkstatt des mogulischen Adligen Abdul Rahim am Hof Akbars geschaffen wurde. Molly Emma Aitken (2013) entdeckte Zeichenvorlagen aus Bikaner, die zeigen, dass einige Motive von dort in die Laud Ragamala übernommen wurden. Die entdeckten Vorlagen sind Zeichnungen auf Papier, die entlang der Linien durchstochen wurden. Das auf den Malgrund gelegte Papier wird in einem khaka genannten Verfahren mit Farbpulver abgerieben. Die Farbe durchdringt die feinen Löcher und bildet die Zeichnung auf dem Blatt darunter ab.
Gleichermaßen als „mogulisch mit rajputischem Einfluß“ wird eine 1731 datierte Ragamala eingeordnet, von der nur wenige Blätter veröffentlicht sind. Das Blatt der Ragini Vairati misst bis zum inneren Rand des dunkelblauen Rahmens 31,7 × 23,7 Zentimeter. Die Herkunft ist lediglich mit „Nordwestindien“ angegeben. Die Miniatur richtet den Blick von einer Palastterrasse mit einer durch Jali-Segmente gegliederten Marmorbrüstung ins Freie auf einen Wald aus Laubbäumen. Auf der Terrasse ist ein Baldachin über einem breiten Bett aufgestellt. Auf dem Bett wehrt eine sitzende Frau die Annäherungsversuche eines Mannes ab, indem sie Oberkörper und Gesicht zur Seite wendet. Links hinter dem Mann stehen bei dieser Szene des ersten Ehevollzugs zwei Dienerinnen, die hintere hält einen Pfauenfederwedel (morchhal) hoch und die vordere trägt eine goldene Schale in den Händen. Die Ragamala befand sich offenbar in muslimischem Besitz, denn die Blätter waren nach persischer Tradition gebunden. Beischriften sind in Nagari und Nastaʿlīq verfasst.

### Rajasthan
Für Rajasthan ist eine Serie von 36 Ragamala-Illustrationen typisch. Mehrheitlich blieben die Bildmotive der Malschulen in Rajasthan über die Jahrhunderte unverändert, nur einige Motive von Ragas und Raginis aus weniger alten Texten wurden öfters verwechselt.

#### Bundi
Bundi lag im Zentrum der Ragamala-Produktion von Rajasthan. Als vermutlich älteste Ragamala von Bundi gelten 10 Blätter einer Serie von 36 Bildern, die gemäß dem zugehörigen Kolophon in persischer Schrift in das Jahr 1590/91 datiert ist. Kolophone mit Informationen zur Herstellung einer Handschrift stehen üblicherweise auf der letzten Seite, bei Ragamalas sind sie sehr selten. Die Namen der Ragas und Raginis sind am oberen Blattrand vermerkt. Falls die Datierung 1590/91 zutrifft, dann ging Klaus Ebeling (1973) zufolge dieser Stil wegen der engen politischen Verbindung zwischen den Bundi-Fürsten und den Mogul-Herrscher in die provinzielle Mogulmalerei ein. Manche Forscher datieren das Werk aufgrund stilistischer Merkmale um 1625. Bildmotive und Ragas von dieser Ragamala wurden im Verlauf des 17. und 18. Jahrhunderts im Vergleich mit anderen Malschulen besonders getreu kopiert. Dabei behandelten die Maler Naturformen wie Bäume, Felsen, Teiche und Tiere meist freier als die konventionelleren Architekturdarstellungen.
Aus der Zeit bis zum Ende der Ragamala-Tradition von Bundi zwischen 1768 und 1775 blieben etwas mehr als 20 Ragamalas fragmentarisch erhalten. Unter den üblichen Ragamalas mit 36 Ragas ragen zwei beträchtlich längere Bildfolgen heraus, welche die Söhne der Ragas, deren Frauen und Töchter bis zu der Zahl von 251 Bildern bei der größten bekannten Ragamala überhaupt illustrieren. Für die kunstgeschichtliche Einordnung besonders wertvoll ist die Berlin-Bundi-Ragamala, die als einzige Ragamala aus Bundi vollständig durchnummeriert ist und wegen ihrer sorgfältigen Gestaltung und leuchtenden Farben zu den schönsten Malereien des 17. Jahrhunderts aus Rajasthan gehört. Ikonografisch folgen die Malereien eng dem Vorbild von 1590/91. Einen eigenen ästhetischen Wert hat der breite rote Rand, der mit einem Muster von silberfarbenen Blatt- und Blumenranken dekoriert ist. Es gibt 6 verschiedene Rankenmuster und jedes Muster kommt bei 6 Ragas vor. Einige Muster scheinen von mogulindischen Marmorfassaden beeinflusst.
Von den 36 Blättern ist bei 8 der Verbleib unbekannt und einige der in Museen oder Privatsammlungen verstreuten Blätter wurden noch nicht publiziert. Ein als Ragini Gunakali bezeichnetes Blatt misst 20,1 × 11,2 Zentimeter bis einschließlich der schwarzen Umrandungslinie an der roten Bordüre. Zu sehen ist eine auf einer Terrasse sitzende Dame, die nach rechts blickt und Blüten von Sträuchern zupft, die aus zwei vor ihr stehenden Vasen wachsen. In der rechten Hand hält die Dame eine goldene Rosenölschale, in die sie einige Blüten hineingetan hat. Im Zimmer des Palastes hinter ihr steht ein Bett vor einer Tür. Auf der Rasenfläche vor der Terrasse versucht ein Pfau mit dem Schnabel einen Schmetterling zu fangen. Jenseits der weißen Mauer hinter der Terrasse ragt eine Bananenstaude in den blauen Himmel. Die Absicht des Malers war es, so die Bildinterpretation, eine von ihrem Liebhaber getrennte Frau zu zeigen, die diesen mit Hilfe der blühenden „Wunschbäume“ herbeilocken möchte. Nach der zugrundeliegenden Sanskrit-Strophe ist Gunakali eine zarte Frau von dunkler Hautfarbe und vielen guten Eigenschaften, die goldene Töpfe mit Zweigen eines wunscherfüllenden Baumes vor sich stehen hat.
Im Chattar Mahal, einem Gebäudekomplex innerhalb des Garh-Palastes von Bundi, befindet sich unter dem Wandmalereien aus dem 18. Jahrhundert in einem Raum eine vollständige Serie von 36 Ragamalas. Rudyard Kipling beschrieb nach seinem Besuch des Palastes Ende des 19. Jahrhunderts auch jenen „verdunkelten Raum“, ohne jedoch die Wandmalereien zu erwähnen, die heute in einem schlechten Zustand sind.

#### Kota

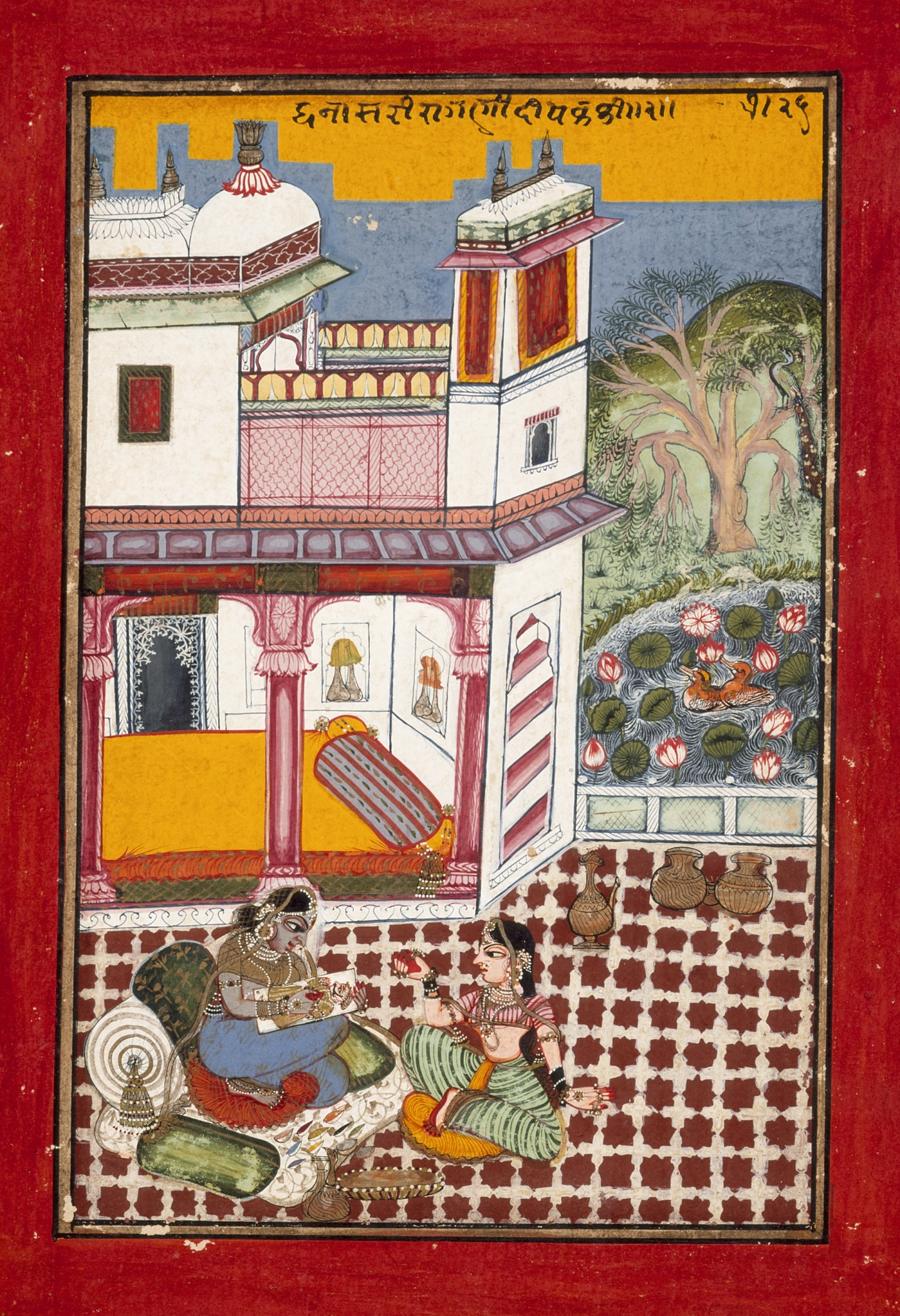
Ragini Dhanashri, am Abend zu spielen. Eine Frau auf der Palastterrasse malt ein Bild ihres abwesenden Geliebten, während eine Dienerin ihr gegenübersitzt. Schule von Kota, 1725–1750. Los Angeles County Museum of Art

Kota wurde Mitte des 17. Jahrhunderts als ein Zweig des Fürstenstaats Bundi gegründet und befand sich zunächst westlich, später auch östlich des Flusses Chambal. Der ganz im Osten von Rajasthan gelegene Staat war im 18. Jahrhundert zeitweilig größer und mächtiger als Bundi. Die erste bekannte Ragamala aus Kota wird um 1660 datiert. In Kota setzt sich der klassische Stil der Bundi-Schule fort, weshalb die Malereien häufig als „Bundi/Kota“ eingeordnet werden. So wurde die aus 251 Bildern bestehende Ragamala im Bundi-Stil 1768 in Kota hergestellt. Sie enthält ein Kolophon, das als Verfasser den Hofdichter Ram Kasan und als Maler einen gewissen Dalu angibt, der sein Werk am zweiten Dienstag im Monat jyeshtha (Hochsommer, Mai–Juni) nach dem Hindukalender im Dorf Nanda vollendete. In der Gesamtzahl von 251 Bildern werden 6 Ragas, 30 Raginis und 48 Putras (Söhne), von denen jeder 2 Frauen hat dargestellt (Zwischensumme 96). Hinzu kommen gleichmäßig über die Familien verteilt 60 Putris (Töchter). Diese 240 Raga-Darstellungen werden um 3 Titelblätter, 6 personifizierte einzelne Noten und 2 Textseiten ergänzt. Von dieser umfangreichsten Ragamala waren nach der Mitte des 20. Jahrhunderts noch 219 Blätter in einem fragilen Zustand erhalten. Klaus Ebeling (1973) äußert sich kritisch über die Aufbewahrungsbedingungen in der Saraswati Bhandara-Bibliothek in Udaipur.
Eine Kurzversion mit ursprünglich 36 Blättern der genannten Ragamala entstand um 1775 (möglicherweise bereits 1769) und wird im Ashmolean Museum in Oxford aufbewahrt. Der Auftraggeber kannte vielleicht die lange Version und bestellte eine kostengünstigere Kopie. Als Maler kommt derselbe Dalu oder einer seiner Assistenten in Betracht.

#### Marwar
Das im 13. Jahrhundert Rand der Wüste Thar gegründete Fürstentum Marwar war der flächenmäßig größte Rajputenstaat, der den größten Teil der Westhälfte von Rajasthan umfasste. Das trockene Land und die vielen kriegerischen Auseinandersetzungen waren wenig geeignet, um neben dem Bau von Festungen eine blühende Kultur entfalten zu lassen. Die wenigen erhaltenen Ragamalas aus Marwar zeigen deshalb keinen hochentwickelten eigenen Stil. Die einzige datierte Ragamala stammt aus der Stadt Pali und trägt die Jahreszahl 1623. Sie ist schlicht und im altertümlichen Querformat gestaltet. Bis auf zwei Ragamalas besitzen die übrigen keinen Text. Weil stilistisch uneinheitlich, sind sie schlecht zuzuordnen.
Das Kolophon der Ragamala aus Pali steht unterhalb der Beschriftung von Blatt 36 und ist in Dingal, einem lokalen Dialekt des Rajasthani, verfasst. Eine andere Ragamala, die um 1690 entstand, ist stilistisch mit den Schulen von Mewar und Jaipur verbunden. Den Bezug zu Jaipur verraten etwa Raga Pancham (ein verliebtes Paar mit musizierenden Begleitern), Ragini Gormalar (eine sitzende Dame mit einer vina umgeben von Pfauen), Raga Vibhasa (auch Bibhas, der stehende Krishna zielt mit seinem Lotosbogen auf eine schlafende Frau), Ragini Dhanashri (der Ehemann kehrt auf einem Pferd zum Palast zurück, wo dessen Ehefrau sein Porträt zeichnet).

#### Mewar
Der älteste Fürstenstaat Mewar im Südosten von Rajasthan wurde seit dem 8. Jahrhundert vom Rajputengeschlecht der Sisodia regiert. Die Rajputen von Mewar waren die erbittertsten und letzten Kämpfer gegen die Übermacht der Moguln unter Akbar (1556–1605). Aus der abschließenden Kriegsphase des Krieges stammt die älteste Ragamala. Sie entstand 1605 in der letzten Hauptstadt Chawand (im Distrikt Udaipur), in die sich die Herrscher von Mewar zurückgezogen hatten. Der Nasiruddin genannte muslimische Maler verband den Stil von Rajasthan mit einigen Elementen der Mogulmalerei. Nach der Unterwerfung Mewars unter die Mogulherrschaft 1615 dominierte der provinzielle Mogulstil in Mewar. In dieser Zeit des Friedens entstanden im 17. Jahrhundert einige qualitätvolle Miniaturen, unter anderem durch den muslimischen Ragamala-Maler Sahibdin.

#### Bikaner
Der Fürstenstaat Bikaner wurde 1465 von Rao Bika aus einer Linie der Rathor-Familie der Rajputen am Rand der Wüste im Norden von Rajasthan gegründet. Im Jahr 1560 gewährte Akbar die Unabhängigkeit für den alliierten Staat. Bikaner brachte keinen eigenen Malereistil hervor, aber zu den fürstlichen Schätzen gehörten einige Ragamalas, die bei Eroberungen der Moguln in Rajasthan und auf dem Dekkan erbeutet worden waren. Darunter befindet sich eine aus dem Dekkan stammende Ragamala vom Ende des 16. Jahrhunderts mit rund 10 Blättern, die im Palast von Bikaner aufbewahrt werden.

#### Jaipur
Der im Nordosten Rajasthans gelegene Fürstenstaat Jaipur hieß ab dem 14. Jahrhundert nach der damaligen Hauptstadt Amber und nach 1727 Jaipur wie die neue Hauptstadt. Die geographische Nähe zu Delhi und Agra erklärt die kulturelle Orientierung an den Moguln seit Beginn von deren Herrschaft (Babur, reg. 1526–1530). Die älteste Ragamala, die Amber zugeordnet werden kann, entstand wahrscheinlich unter Raja Jai Singh I. (reg. 1621–1667) um 1640. Im Baroda-Museum werden von dieser Serie 12 Blätter in einem schlechter Erhaltungszustand aufbewahrt. Die Motive ähneln stark zwei Anfang 18. Jahrhundert datierten Ragamalas aus Amber, die vom selben Maler angefertigt wurden. Bis auf zwei Blätter vollständig erhalten ist eine Ragamala, die laut Kolophon 1709 vom Maler Mahatma Ramakila geschaffen wurde. Ihr Stil verschwand wahrscheinlich kurz nach 1709. Unter Jai Singh II. (reg. 1699–1743), der Jaipur als Hauptstadt gründete, kam dort ein neuer Malstil auf, der von Mewar, Malwa und Marwar beeinflusst war.
Klaus Ebeling (1973) unterscheidet noch einen dritten Jaipur-Malstil, der ab etwa 1800 für einige Jahrzehnte gepflegt wurde. Der Übergangszeit zu diesem dritten Stil wird eine 1779–1804 datierte Ragamala zugeordnet, die aus 5 Ragas, 30 Raginis und 34 Putras (Söhnen) besteht. Alle Putras einer Familie sind in abgeteilten Feldern auf einem Blatt dargestellt. Zwei Blätter fehlen, dafür existiert ein Frontispiz, auf dem acht Götter einschließlich Brahma, Krishna und Ganesha abgebildet sind. Der männliche Hauptgott in den Ragamalas ist Shiva, beispielsweise verkörpert Ragini Barari eine Frau, die Shiva Luft zufächelt. Zehn Blätter der Serie stellen Ragas der Rajasthan-Tradition dar, die übrigen gehören zur speziellen Tradition von Amber. Die Ragini Gujari repräsentiert eine vina spielende Frau auf einer Insel, bei der Ragini Gondkari sind es zwei Frauen, die vina spielen.

### Stilistisch mit Rajasthan verbunden

#### Malwa

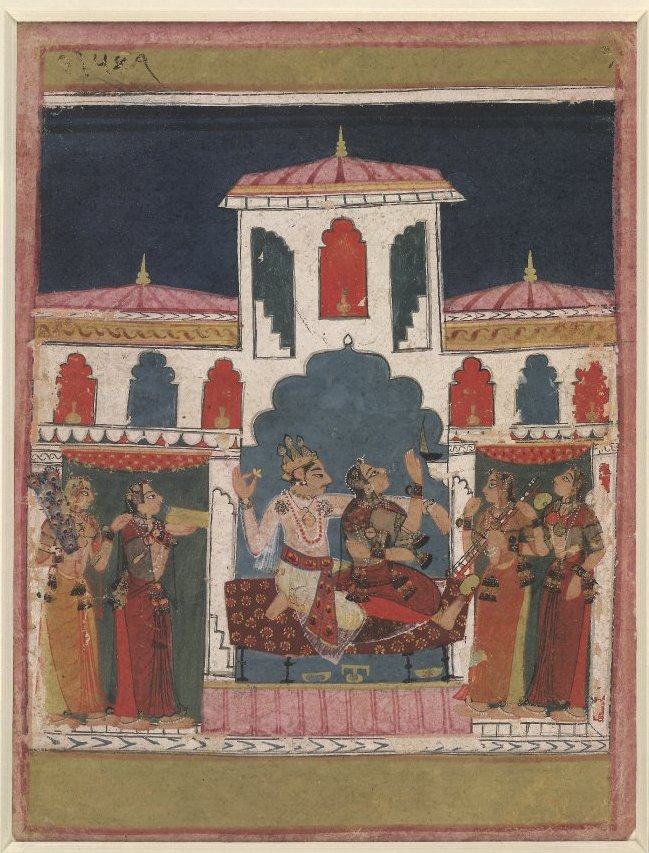
Raga Dipaka aus Malwa, um 1650. König und Dame von Dienerinnen umgeben. 19,6 ×14,8 Zentimeter einschließlich bemalter Rahmen.

Das 1392 gegründete muslimische Sultanat Malwa im heutigen Bundesstaat Madhya Pradesh, das südöstlich an Rajasthan angrenzt, wird geographisch Zentralindien zugeordnet. Ausgangspunkte einer eigenständigen Malschule in Malwa sind die rajasthanische Illustration der Ragini Bhairavi (1550–1580), ein 1634 datiertes Rasikapriya-Manuskript unklarer Herkunft und mogulindische Einflüsse. Aus eher einfachen Anfängen entwickelte sich um die Mitte des 17. Jahrhunderts der Stil des Fürstentums Narsinghgarh, das 1681 unabhängig wurde. Der kunstsinnige Maharaja Jai Singh II. von Jaipur in Rajasthan, der ab 1714 zeitweilig Gouverneur von Malwa war, dürfte zeitgenössische Ragamalas aus Malwa und Bundelkhand gesammelt haben.
Die Marathendynastie Scindia, die um 1730 über den Fürstenstaat Gwalior herrschte, förderte die letzte Ragamala nach traditioneller Ikonografie, die kurz nach 1872 entstand. Hierbei handelt es sich um ein Wandbild aus 42 Paneelen im 1872 als Sitz der Verwaltung fertiggestellten Palast Moti Mahal in Gwalior. Die Seccomalereien (a secco) zu den einzelnen Ragamalas sind in zwei Zonen übereinander angebracht und messen 75 bis 100 Zentimeter in der Höhe und 30 bis 60 Zentimeter in der Breite. Jedes Bild trägt eine Nummer und den Namen des Ragas oder der Raginis. Von den 42 Bildern gehört die Hälfte übereinstimmend nach Motiv und Titel zur rajasthanischen Tradition. Bei den übrigen Bildern passen Namen und Motiv nicht überein und sie gehören entweder zur Tradition von Rajasthan allgemein oder zu Amber. Gewisse europäische Einflüsse sind in einer kaum verstandenen Zentralperspektive und einigen Figuren mit Kostümen aus der Rokokozeit erkennbar.
Der Kunsthistoriker A. Coomaraswamy erwarb vor 1916 die in Delhi angebotene, kunstgeschichtlich bedeutende Boston-Ragamala aus Malwa von etwa 1640 und beschrieb sie in einer der ersten wissenschaftlichen Untersuchungen zu den Ragamalas. Die Ikonografie stammt aus Rajasthan und enthält einige Elemente, die nur in Malwa-Ragamalas vorkommen.

#### Bundelkhand

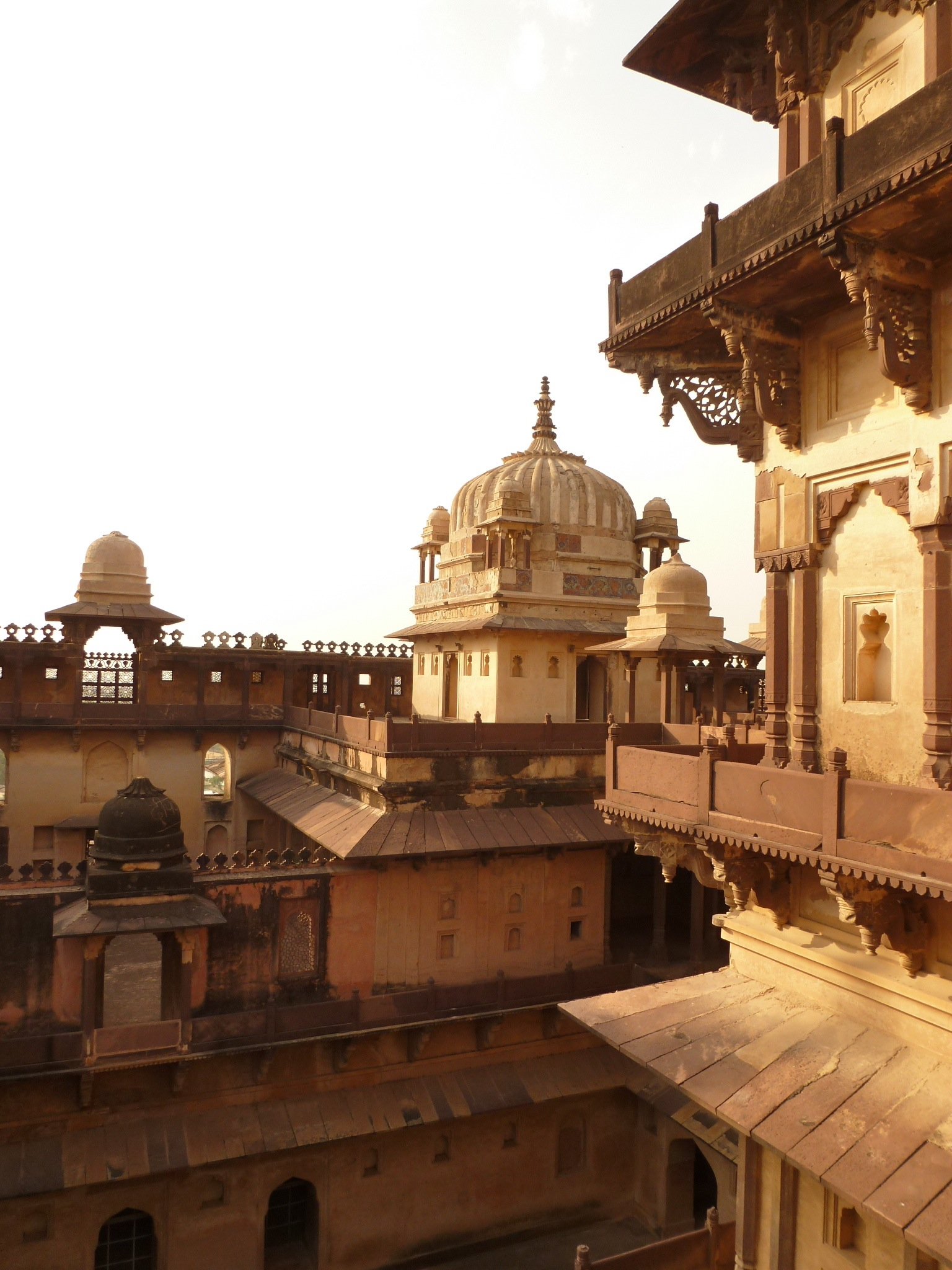
Raja-Bir-Singh-Palast in Datia, in dem seit dem 17. Jahrhundert eine Sammlung von Ragamalas aufbewahrt wird.

Die zu Madhya Pradesh gehörende Region Bundelkhand liegt im Norden von Zentralindien und grenzt südlich an die Gangesebene. Bundelkhand wird teilweise als randständiger Zuträger für die Malschule im westlich angrenzenden Sultanat Malwa aufgefasst, teilweise dem zweiten Stil von Jaipur zugeordnet (genannt Ameer, d. h. Amber) oder als „Zentralindisch“ bezeichnet. Außer dem Einfluss von Rajasthan ist eine Verwandtschaft mit dem volksnahen Mogulstil erkennbar. Letzterer zeigt sich besonders in der ältesten und einzigen, mit Sicherheit in Bundelkhand entstandenen Ragamala: einem Wandbild im Raja-Bir-Singh-Palast in Datia (auch Datia Mahal), das um 1610 entstand. Der Palast wurde unter Raja Bir Singh Dev von Orchha (reg. 1602–1628) erbaut, der als Vasall der Moguln über Bundelkhand herrschte. Das auf vier Wandflächen verteilte Wandbild umfasst 18 mit Temperafarben a secco aufgetragene Szenen, die ikonografisch den Miniaturen der Rajasthan-Ragamalas entsprechen. Stilistisch repräsentieren die (nach Ebeling, 1973) schlecht erhaltenen Bilder eine volksnahe einfache Mogultradition.
Bei einer Ragamala aus Bundelkhand mit ursprünglich 86 Blättern sind diese nicht nach dem System von Rajasthan, sondern nach dem in den Vorbergen des Himalaya gebräuchlichen Mesakarna-System angeordnet.

### Pahari-Miniaturen

#### Systematik
Pahari-Malerei ist der Stil mehrerer regionaler Schulen in einigen Fürstentümern in den nordwestindischen Vorbergen des Himalaya am Oberlauf von fünf Flüssen, die durch den Punjab fließen und jener Region den Namen gaben. Die zur Pahari-Malerei gezählten Schulen heißen Basohli (im heutigen Distrikt Kathua im Unionsterritorium Jammu und Kashmir), Jammu (in Jammu und Kashmir), Guler (im Distrikt Kangra in Himachal Pradesh), Kangra (im gleichnamigen Distrikt), Kullu (auch Kulu, im gleichnamigen Distrikt in Himachal Pradesh), Chamba (mit der Stadt Chamba in Himachal Pradesh) und Tehri Garhwal (im heutigen Bundesstaat Uttarakhand). Die Pahari-Malerei blühte (vermutlich) von der zweiten Hälfte des 17. Jahrhunderts bis ins 19. Jahrhundert.
Zwar kommen die gleichen 6 männlichen Ragas wie in der Systematik des Hanuman vor, die gesamte Raga-Familie besteht aber nach dem in der Region gebräuchlichen Mesakarna-System aus 84 Mitgliedern. Zu den 6 Ragas kommen je 5 Raginis, deren Namen sich teilweise unterscheiden, und zusätzlich je 8 Putras als Nebenmelodietypen. Eine textliche Beziehung des Mesakarna-Systems besteht zum Guru Granth Sahib, der 1604 präsentierten heiligen Schrift der Sikhs. Darin findet sich eine ähnliche Anordnung der Ragas, es sind jedoch keine dem Sikhismus zugehörigen Ragamala-Darstellungen bekannt. Es gibt aber eine im British Museum aufbewahrte Handschrift aus dem 18. Jahrhundert unbekannter Herkunft, die auf den ersten 16 Blättern eine persische Abhandlung über Musik (risala musiqi) und auf den folgenden 40 Blättern Miniaturen (betitelt rag-i musiqi) enthält. Die Namen der Ragas sind oben in Gurmukhi-Schrift, der Schrift der Sikhs, angegeben. Eine bestimmte Ragamala-Struktur ist daraus jedoch nicht ablesbar.
Die Pahari-Ikonographie unterscheidet sich deutlich von der Tradition in Rajasthan und im übrigen Indien. Eine stilistische Einordnung gelang der Forschung erst im Verlauf der ersten Hälfte des 20. Jahrhunderts. Einen grundlegenden Überblick verschaffte M. S. Randhawa mit dem Titel Kangra Ragamala Painting (1958), worin 80 Raga- und Ragini-Malereien abgebildet sind. Randhawa erkennt die um 1790 datierten Miniaturen aber noch nicht als eigenständige Stiltradition. Ihr mutmaßlicher Ursprung liegt zum einen in der Regierungszeit von Aurangzeb (reg. 1658–1707) und zum anderen zwischen dem Sieg des Persers Nader Schah über die Moguln 1739 in Delhi und dem Einfall des afghanischen Herrschers Ahmad Schah Durrani in den Punjab 1747, als sich viele Maler aus Delhi in die nördlichen Regionen zurückzogen und die dortigen Lokaltraditionen bereicherten. Genaueres herauszufinden ist schwierig, da kaum Kolophone oder Signaturen der Maler vorhanden sind.

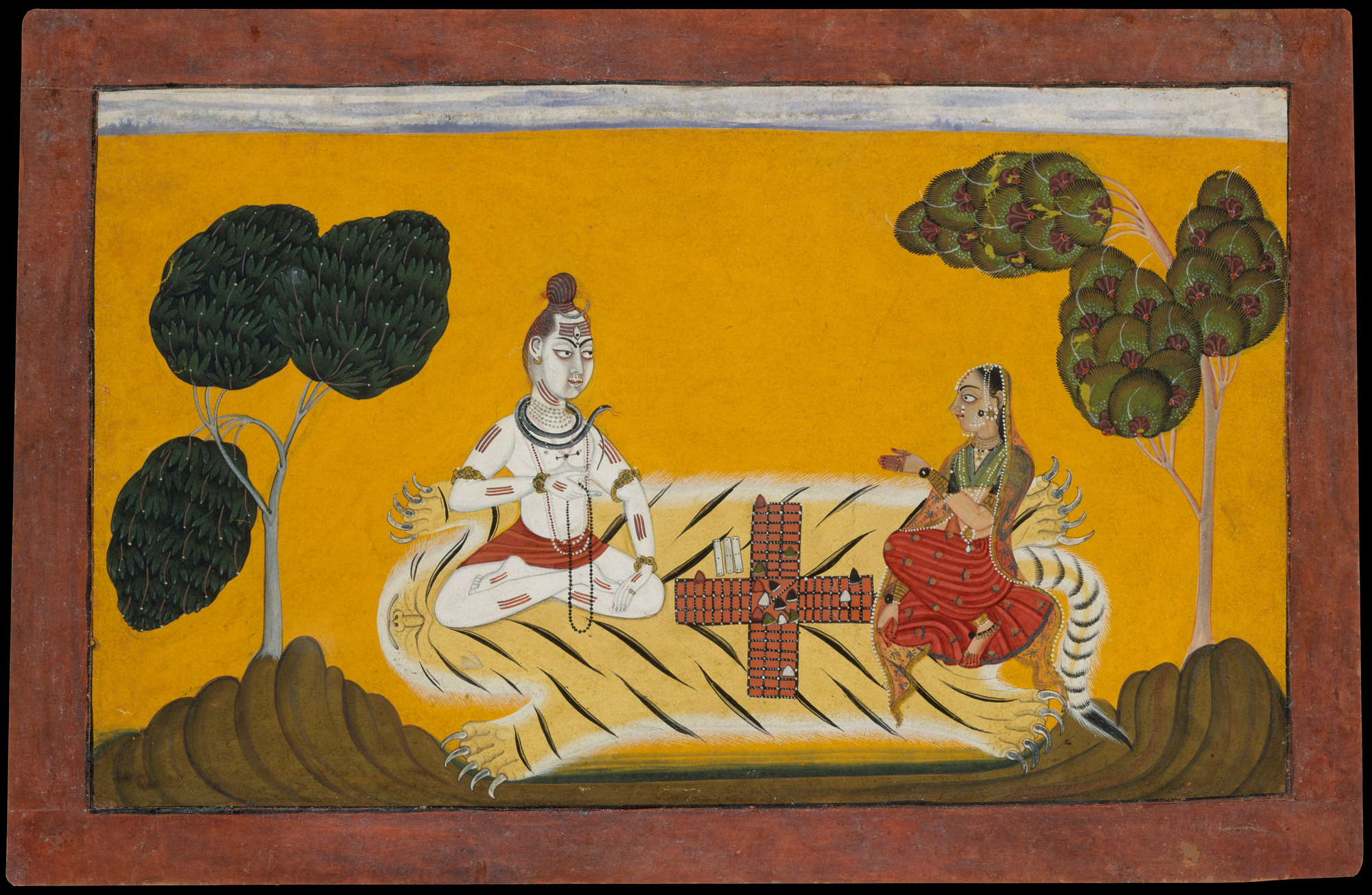
Shiva und seine Gattin Parvati spielen das Brettspiel Chaupar. Ein von Devidasa aus Nurpur (bl. 1680–1720) gemaltes Blatt einer Rasamanjari-Serie. Basohli-Schule, 1694/95. Keine Ragamala.

Die einzige bedeutende und datierte Werk im Bereich der Pahari-Malerei ist eine illuminierte Handschrift des Rasamanjari, die 1694/95 in Basohli entstand. Das Rasamanjari („Essenz des Genusserlebnisses“) ist ein von Bhanudatta Ende des 15. Jahrhunderts auf Sanskrit verfasstes Liebesgedicht, das in seiner Behandlung der Gefühlsstimmungen (rasa) bis auf das um die Zeitenwende entstandene Natyashastra zurückgeht. Im 17. und 18. Jahrhundert war das Rasamanjari eine beliebte Vorlage für illuminierte Handschriften in Rajasthan und den Himalayavorbergen. Davon ausgehend wird nach Stilmerkmalen die älteste zeitlich ungefähr bestimmbare Pahari-Ragamala für das erste Jahrzehnt des 18. Jahrhunderts angesetzt. Den einzelnen erhaltenen Blättern nach zu urteilen, dürfte es in Basohli und Kullu Vorläufer von Ragamalas gegeben haben.
Einen fast vollständigen Überblick über die Raga-Anordnung nach dem Mesakarna-System liefert eine aus 84 Malereien bestehende Ragamala aus Bilaspur, von der 72 im Museum für Asiatische Kunst in Berlin aufbewahrt werden. In der damals in der Region verwendeten Takri-Schrift werden auf der Vorderseite am Rand der Blätter der Name des Raga und seine Nummer im Ragamala-System genannt. Diese Angaben stehen in Nagari-Schrift auch auf der Rückseite, einschließlich der Zuordnung einer Ragini zum jeweiligen Raga. Die männlichen Ragas der sechs Familien sind Bhairava, Malakaushika, Himdola, Dipaka, Shri und Megha. Während die gesamte Auflistung der Raga-Familien der Mesakarna-Handschrift sehr nahe kommt, weichen die bildhaften Umsetzungen stark von Mesakarnas Beschreibung ab. So heißt es beispielsweise in einer Strophe des Textes zum Ragaputra Kamala (der erste der acht Söhne von Raga Dipaka): „einen Doppellotos haltend befindet sich der Raga Kamala in einem Schwarn (nach Honig) begieriger Bienen.“ In der Berliner Ragamala ist stattdessen der Raga Kamala als Liebhaber dargestellt, der gerade einen Blütenpfeil (Liebespfeil) auf die vor ihm sitzende Geliebte verschießen will. Diese Szene passt eher zum Text des Ragaputra Rama (der dritte Sohn dieser Familie), wonach Rama, mit Pfeil und Bogen ausgestattet, zu seiner Geliebten spricht.
Anders als die große Zahl der Ragamalas aus Rajasthan sind aus der Pahari-Region nur wenige zusammenhängende Ragamala-Miniaturen zugänglich. Klaus Ebeling (1973) untersucht folgende Ragamalas, einschließlich des Berliner Exemplars:
Von einer um 1700 datierten Ragamala aus Basohli oder Kullu sind 32 Blätter in mehreren Sammlungen verstreut, die meisten befinden sich im Museum of Fine Arts in Boston.
Eine vielleicht aus Basohli stammende Sammlung vom Anfang des 18. Jahrhunderts im Nationalmuseum in Delhi besteht aus 100 Blättern mit Zeichnungen. Einige Titel sind mehrfach vorhanden, vermutlich waren auch mehrere Künstler beteiligt und sie bildeten ursprünglich die Basis für mehrere Ragamalas, lassen sich aber keinen vollendeten Miniaturen zuordnen.
Zu einer um 1790 datierten Ragamala aus Kangra gehören 80 Blätter in der National Gallery of Modern Art in Delhi. Eines der Blätter, das dem Ragaputra Vivacha gewidmet ist, zeigt zwei junge Männer, die heftig mit Stöcken auf in einem Gestell fixierte Kesseltrommeln in ihrer Mitte einschlagen. Den Trommlern scheint der von ihnen produzierte Krach zu gefallen, den in ihren Gesichtern ist ein feines Lächeln zu sehen. Der Blick des Betrachters aus der Untersicht erzeugt einen tiefen Horizont mit viel hellblauem Himmel. Ein dichter grüner Baum überragt die Szene. Beides ist für Pahari-Miniaturen ungewöhnlich, verweist dafür auf einige spätere Malereien, in denen Krishna für die zuhörende Radha unter einem Baum Flöte spielt.

#### Berliner Pahari-Ragamala und Musikinstrumente
Den 72 Blättern wurde gleichartig ein 2,5 Zentimeter breiter roter Rand aus glänzendem Papier angeklebt, wodurch sich eine Blattgröße von 18,7 × 23,5 Zentimeter ergibt. Die Malerei selbst ist 13,7 × 18,5 Zentimeter groß. Die Takri-Schrift ist mit weißer Farbe auf dem Rand angebracht. Jede der Familien, die mit Raga, Raginis und Putras aus 14 Mitgliedern besteht, ist durch die gleiche Hintergrundfarbe gekennzeichnet: die Familie des Raga Bhairava (1): Olivgrün; Raga Malakaushika (2): blasses Blaugrün; Raga Hindola (3): Gelbweiß; Raga Dipaka (4): dumpfes Bleigrau; Raga Shri (5): mittleres Grün und Raga Megha (6): helles Braun. Die handelnden Personen halten sich entweder in einer weiten Landschaft oder auf einer Terrasse vor dem Palast auf.
Die weite Landschaft in der Familienfarbe des Raga reicht bis zu einem schmalen Streifen Himmel am oberen Bildrand und ist im Vordergrund durch Gräser, die flache Bodenwellen andeuten, und seitlich durch einen oder zwei Bäume aufgelockert. Wasserflächer erscheinen am unteren Bildrand in graublauer Farbe, die mit einem hellen labyrinthischen Linienmuster gefüllt ist, etwa beim Ragaputra Gambhira, der einen vornehmen Herrn und eine Dame in einem elefantenköpfigen Boot zeigt. Der Mann stakt das Boot mit einer dünnen Stange, während sich die Frau mit beiden Händen gestikulierend an ihn wendet. Der Elefantenkopf am Bug des Bootes wird mit einem nach oben gewundenen trompetenden Rüssel dargestellt. Nach der hierzu gehörenden Strophe spricht das mit dem Element Wasser verbundene Mischwesen Makara den Raga Gambhira. Der Kopf des in der indischen Kunst häufig als Ungeheuer vorkommenden Makara kann als Drache, Delphin oder Elefant dargestellt werden.
Als Kulisse im Hintergrund haben Paläste meist ein Flachdach mit aufragenden Ecktürmen (chhatri). Von den einstöckigen Palästen ist entweder frontal eine gegliederte weiße Fassade oder der schiefe Versuch einer perspektivischen Darstellung des gesamten Gebäudes zu sehen. In den oberen Nischen der Fassaden stehen dekorativ farbige Flaschen, flache Schalen oder manchmal nach europäischem Vorbild weiße Vasen mit bunten Blumensträußen. Letzteres ist beim Ragaputra Saranga der Fall, der vor der Palastfassade mit einer Dame beim Buttern und mit einem seitlich in der Landschaft stehenden männlichen Zuschauer dargestellt wird. Die Dame dreht mittels einer Schnur in beiden Händen einen dünnen Rührstock, der senkrecht in einem Topf steht. Der Herr tritt von rechts hinzu und redet die Dame mit angewinkelt vorgestreckten Händen an. Der Name Saranga ist bei Mesakarna nicht für einen der Söhne des Raga Shri belegt, stattdessen wird dort der Ragaputra Gunasagara (kurz Sagara) genannt. In einer Strophe heißt es, dass der Ton beim Quirlen von Milch dem Raga Sagara entspricht.
Auf den meisten der 72 Blätter treten zwei Personen auf, bei 12 Blättern ist nur eine Person zu sehen. Einzig beim Ragaputra Mangala erscheinen vier Personen. Auf dem Teppich einer Palastterrasse sitzt ein vornehmer Herr, hinter dem rechts ein stehender Diener einen Wedel bereithält (für kühlende Luft und gegen Insekten). Links hocken zwei junge Musiker vor der Terrasse am Boden, einer von ihnen hält eine Langhalslaute mit gelbem Hals und grünem Korpus in der Hand. Sie reden zu dem vornehmen Herrn. Weil zum Raga Hindola gehörig ist der Hintergrund elfenbeinfarbig. Mesakarna zufolge soll der Ragaputra Mangala als König unter den Ragas vorgestellt werden, mit einer Krone auf dem Kopf, einem prächtigen Gewand und in der Gestalt eines Liebesgottes.
Die in den Szenen verwendeten Musikinstrumente sind mehrheitlich Trommeln. Für den Ragaputra Bhramarananda schlägt eine auf der mit einem Teppich belegten Palastterrasse eine Rahmentrommel, zu deren Rhythmus ein rechts außerhalb unter einem Baumstehender junger Hirte tanzt. Über dem Hirten schwirren Bienen umher. Der Hintergrund ist in einem hellen Blaugrün getönt, der Familienfarbe des Raga Malakaushika. Mesakarna hält den Ragaputra Bhramarananda für einen bunt gekleideten Mann mit Blumenkranz und goldener Krone auf dem Kopf, der seinen Vergnügungen nachgeht, auch die Bienen repräsentieren dem Text zufolge diesen Raga. Rahmentrommeln sind in der nordindischen Musik relativ selten. Obwohl sie bereits auf altindischen Reliefs dargestellt sind, gehen sie namentlich auf einen arabisch-persischen Einfluss zurück (in nordindischen Sprachen Wortumfeld daira oder daff).
Andere Miniaturen bilden große zweifellige Doppelkonustrommeln ab, die Musikerinnen im Stehen oder Sitzen mit den Händen schlagen. Die abgebildeten Trommeln erinnern an die in der nordindischen klassischen Musik gespielte pakhawaj, nur fehlen auf den Abbildungen die mittig unter die Spannschnüre geschobenen Stimmhölzer. Beim Raga Lahula schlägt eine auf der Palastterrasse sitzende Musikerin die Trommel, während rechts ein ihr zugewandter Herr Querflöte (bansuri) spielt. Die Hintergrundfarbe ist blaugrau. In weiter Landschaft agieren drei Figuren beim Ragaputra Madhava: eine Musikerin mit Zimbeln links, eine Trommelspielerin rechts und in der Mitte ein junger vornehmer Mann in einem hellen weiten Gewand. Mit der rechten ausgestreckten Hand schwingt er das Ende seines umgeschlungenen Schals weit nach oben, während die linke Hand in Schulterhöhe mit Kastagnetten klappert, im Hintergrund die Familienfarbe Olivgrün des Raga Bhairava.
Den zum Raga Hindola gehörenden Ragaputra Vivaca repräsentiert ein Musiker, der auf einer Wiese kniend mit zwei Stöcken ein Kesseltrommelpaar (naqqara) schlägt und einen Fürsten, der auf der Palastterrasse gegen ein großes Kissen gelehnt sitzt. Rechts hinter ihm steht ein Diener mit einem Wedel aus Yakschweifhaaren über der Schulter. In vier Miniaturen kommt eine kleine Sanduhrtrommel vor, die in der Volksmusik der Region als hurka und in der religiösen Sphäre als damaru bekannt ist.
Die abgebildeten Saiteninstrumente sind Langhalslauten mit einem sehr schlanken langen Hals oder mit einem etwas kürzeren und breiteren Hals sowie Stabzithern. Bei der Ragini Karnati sitzen sich auf dem Teppich der Palastterrasse zwei musizierende Damen gegenüber. Die rechte spielt eine Langhalslaute mit einem langen Hals, an welchem sie die Saiten mit der linken Hand über Kopfhöhe greift, rhythmisch begleitet von der Dame auf der linken Seite auf einer Sanduhrtrommel (hurka?). In den oberen Nischen der Palastfassade stehen vier Flaschen mit langen Hälsen und in der Mitte eine Vase mit einem Blumenstrauß. Der Hintergrund ist entsprechend der Familienfarbe des Raga Shri grün. Die Musikerinnen tragen Röcke, Blusen und weit herabhängende Schleier. Der Text erklärt zur Ragini Karnati, sie tanze übermütig und werde durch ein im Wind flatterndes Gewand hörbar gemacht.
Auf drei Bildern spielen Musiker eine Stabzither mit zwei zur Resonanzverstärkung angebrachten Kalebassen. Bei der zum Raga Bhairava gehörenden Ragini Vamgali sitzt die Spielerin der Stabzither ihrer Begleiterin mit einer Sanduhrtrommel gegenüber. Die Stabzither ruht ungewöhnlicherweise auf der rechten Schulter. Links hinter der weißen Palastfassade ragt eine Baumkrone hervor. In Mesakarnas Text wird Vamgali allgemein, ohne Beziehung zu dieser Darstellung, als schöne Frau mit weißer Hautfarbe und hellem Gewand vorgestellt, die am ganzen Körper mit Sandelholzsalbe eingerieben ist. Wie an den Wirbeln zu erkennen ist, besitzen die abgebildeten Stabzithern zwei oder vier Saiten. Typologisch gehören sie zur Rudra vina und zur in der Mogulzeit beliebten jantar.
Blasinstrumente sind selten dargestellt. Neben der auf einem Bild geblasenen Querflöte hat der beim Ragaputra Bhramarananda beschriebene tanzende Hirte ein Rinderhorn umgehängt (vgl. Neku). Ferner kommt im Ragaputra Mayada (Mevada), der zum Raga Malakaushika gehört, ein Sackpfeifenspieler vor. Er bläst sein Instrument neben einem Baum stehend links vor der Palastterrasse. Auf ihr und dem Musiker zugewandt stehen zwei Frauen. Die vordere hält, so scheint es, waagrecht ein Paarbecken in den Händen und schlägt den Takt, während die weiter rechts stehende Frau durch ein zusammengefaltetes Tuch, das sie zum Wedeln in der erhobenen rechten Hand hält, als Dienerin charakterisiert ist. Bei Mesakarna heißt es hierzu, dass dem Ragaputra Mayada das Geräusch beim Putzen (oder Laufen), khalva, entspricht. Sollte khalva mit khalla gleichzusetzen sein, so käme hierfür unter anderem die Bedeutung „Ledersack“ infrage, um eine Verbindung zur Sackpfeife zu konstruieren. Die Sackpfeife mashak ist im nordwestlichen Indien ein traditionelles, bis heute verwendetes Volksmusikinstrument.

### Dekkan

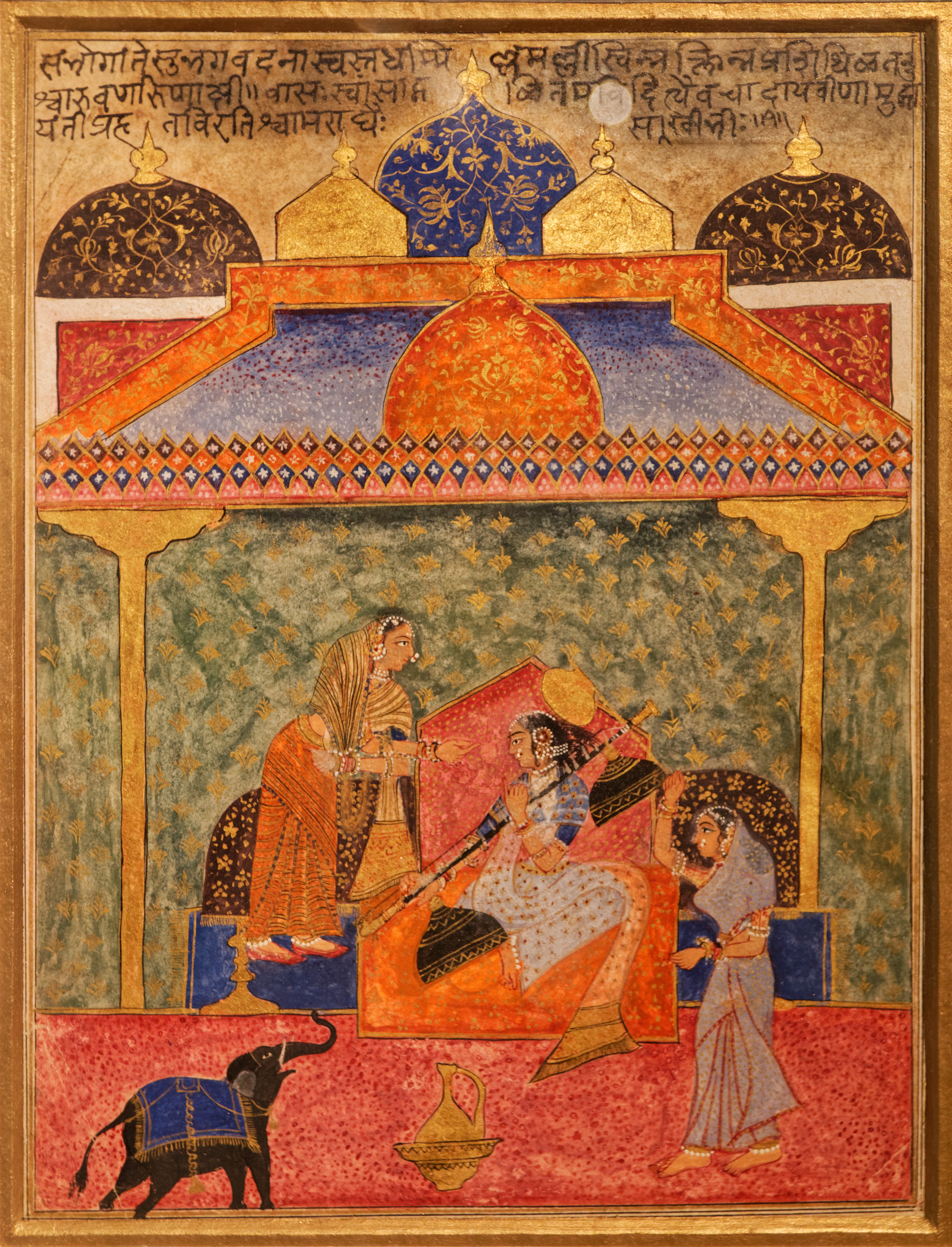
Die Ragini Patahansika sitzt mit zerzausten Haaren nach einer Liebesnacht in einem Pavillon und spielt vina vor zwei Dienerinnen. Der im Vordergrund trompetende Elefant gibt vielleicht die Tonhöhe vor. Von mogulindischer Architektur beeinflusste Palastszene. Seltenes Ragamala-Motiv aus Ahmadnagar, 1590–95. Nationalmuseum, Neu-Delhi

Die große Region Dekkan bildete während der muslimischen Herrscher des Sultanats von Delhi und des nachfolgenden Mogulreichs in Nordindien eine umkämpfte Pufferzone zum hinduistischen Königreich Vijayanagar im Süden. Im 16. Jahrhundert blühten dort die selbständigen muslimischen Sultanate von Bijapur, Golkonda und Ahmadnagar, in denen einige bedeutende Ragamala-Illustrationen entstanden. Kriege und Unruhen im 17. Jahrhundert, als nacheinander alle der insgesamt fünf Dekkan-Sultanate durch das Mogulreich erobert wurden, erschwerten das Kunstschaffen. Daher hat sich aus dem 17. Jahrhundert keine einzige vollständige Ragamala-Serie erhalten, die eindeutig dem Dekkan zuzuordnen ist. Die letzten Jahre vor dem Tod des kunstfeindlichen Mogulkaisers Aurangzeb (reg. 1658–1707) waren durch Aufstände und Unruhen geprägt, danach konnten die Marathen ihren Einfluss auf dem Dekkan ausdehnen. Im Jahr 1720 gründete Asaf Jah I. auf dem Dekkan den Fürstenstaat Hyderabad, der für die folgenden knapp drei Jahrzehnte seiner Herrschaft eine relativ friedliche Zeit brachte. Deshalb begann Mitte der 1720er Jahre eine beträchtliche Produktion von Ragamalas, von denen zahlreiche erhalten geblieben sind.
Die meisten Dekkan-Ragamalas im 18. Jahrhundert bestehen aus 36 Malereien der 6 Raga-Familien. Substile von Hyderabad und von anderen Orten unterscheiden sich derart, dass sich stilistisch keine Dekkan-Ragamala-Tradition für das 18. Jahrhundert eingrenzen lässt. In ihrer Ikonografie sind die aus dem 18. Jahrhundert erhaltenen Ragamalas erkennbar von Rajasthan beeinflusst, während die wenigen Ragamalas aus dem 16. Jahrhundert keine stilistischen Übernahmen aus Rajasthan enthalten. An den auf den Blättern vermerkten Titeln ist die Verbindung zu Rajasthan nicht unbedingt zu belegen, denn die Titel von rajasthanischen Ragas, die für die Musiker im Dekkan unbekannt waren, wurden ersetzt und dieselben Motive erschienen unter anderen Namen. Einige wenige Motive von Rajasthan-Ragamalas fehlen gänzlich im Dekkan. Außerdem haben viele Motive der Dekkan-Ragamalas aus dem 16. Jahrhundert keinen Bezug zu denen aus dem 18. Jahrhundert und kommen auch nirgendwo sonst in Indien vor.
Die aus Hyderabad stammende Miniatur der Ragini Malu, die zur Familie des Raga Shri gehört, wird 1765–1780 datiert und misst einschließlich der bemalten Bordüre 22 × 13,7 Zentimeter. Der Flöte blasende und mit einer langen weißen Blütengirlande behängte Krishna steht auf einer Wiese neben einem Baum am Ufer eines Sees umgeben von Kühen. Links unter einem zweiten Baum lauschen zwei Damen seiner Musik. Die Kühe sind mit Glöckchen und Ketten um den Hals geschmückt, eine Kuh leckt die rechte Ferse Krishnas. Eine Ragini Malu ist in den üblichen Ragamala-Verzeichnissen und in der indischen Musik unbekannt. Namentlich bekannt ist ein Raga Maluha, dessen Darstellungen aber anders sind, dafür trägt eine vergleichbare Malerei vom Dekkan den Titel Ragini Bhupali des Raga Shri.

## Umfeld

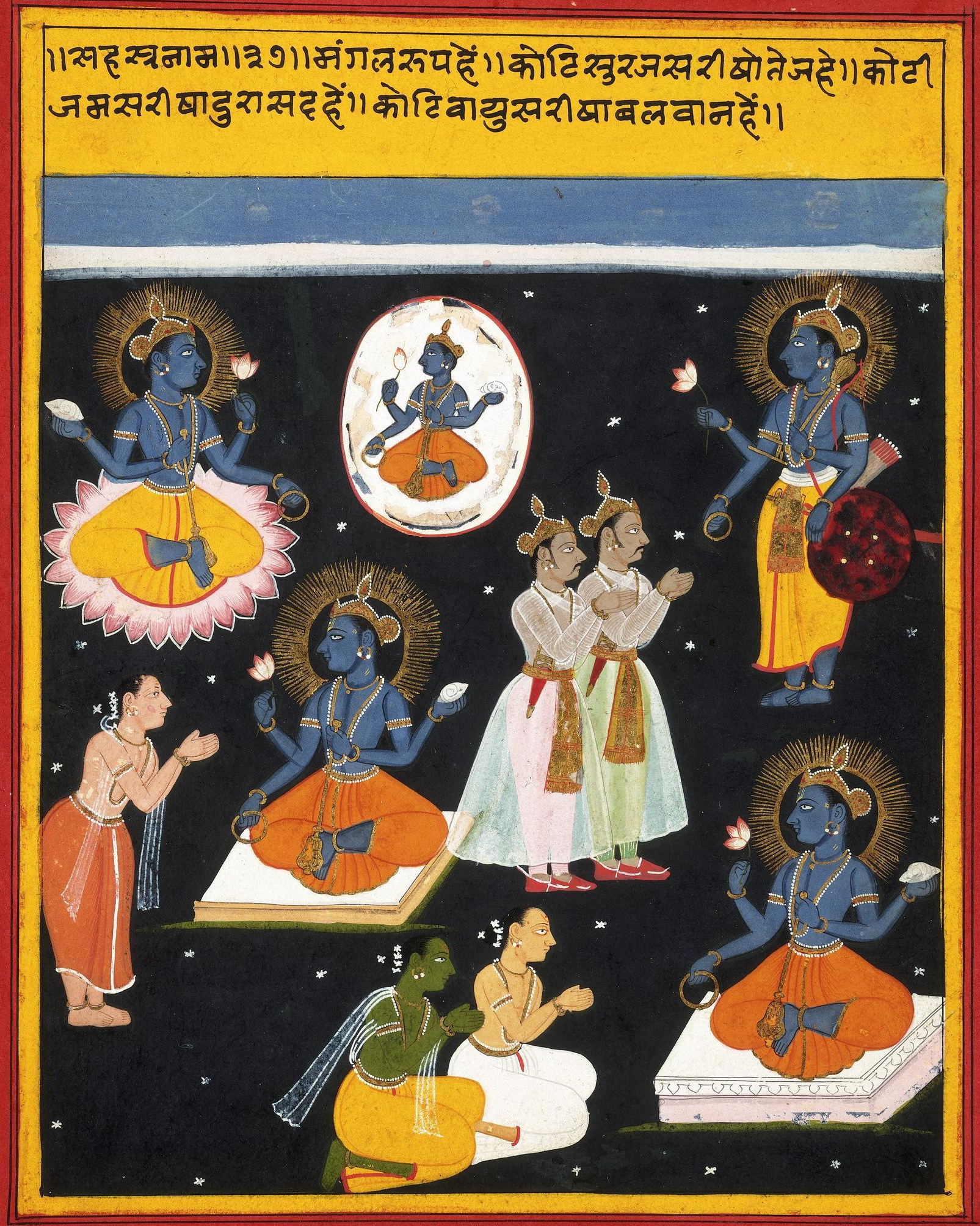
Ein Manuskript des Vishnu Sahasranāma, eines der bedeutendsten Stotras zur Vishnu-Verehrung. Die Miniatur zeigt Vishnu in fünf Erscheinungsformen und seine Verehrer. Mewar, Rajasthan, um 1690.

Das altindische Regelbuch der Malkunst Chitralakshana erzählt von der mythischen Entstehung der Malerei. Als der Sohn eines Brahmanen in einer sehr frühen vedischen Zeit unerwartet starb, ersuchte dieser Brahmane beim König Nagnajit um Hilfe. Der König rief den Todesgott Yama herbei, damit er den Sohn wieder zum Leben erwecken möge. Yama lehnte ab und es gab ein Gerangel zwischen ihm und dem König, was den Schöpfergott Brahma herbeiführte. Brahma trug dem König auf, ein Bild (chitra) vom Verstorbenen zu malen. Dem Bild hauchte Brahma Leben ein und so war das erste Gemälde entstanden. Als Ahnherr der Künstler im Umfeld von Brahma gilt Vishvakarman, der göttliche Baumeister, der auch für die Götter alle brauchbaren und wertvollen Dinge erschuf.
Die Macht des Bildes zieht sich als mythisch-religiöse Vorstellung durch die indische Kulturgeschichte. Makhali Gosala, ein Zeitgenosse Buddhas und Mahaviras, wird als Bilderzähler (mankha) beschrieben. Welcher Art von Bildern sich Makhali Gosala bediente, ist unbekannt. Bildrollen (chitrapata) mit erzählenden Inhalten sind auf Reliefs aus dem 1. Jahrhundert v. Chr. am Stupa von Sanchi abgebildet und werden noch heute in der Volkstradition in Rajasthan verwendet (genannt pabuji-ka-pad oder kurz phad). Der Sanskrit-Dramatiker und Dichter Banabhatta erwähnt im 7. Jahrhundert Stoffbildrollen, die, an Stangen aufgehängt, den Zuschauern die vom Todesgott Yama beherrschte jenseitige Welt vor Augen führten. Die randständige Kaste der Patua in Westbengalen pflegt in veränderter Form noch eine alte Tradition solcher szenisch präsentierter Bilderzählungen. Wie Ragamalas sind dies alles Verbindungen von darstellender Kunst, Malerei und Literatur.
Die Malereien in mittelalterlichen Jain-Manuskripten hatten zum einen eine magische und zum anderen eine didaktische Funktion. Bis heute gehört die Rezitation und die Verehrung eines Kalpasutra-Manuskripts zur Ritualpraxis bei einem jährlichen Jain-Fest. Dabei werden auch Manuskripte in Prozessionen herumgetragen.
Eine der vishnuitischen Schulen, die Gaudiya Vaishnavas, pflegten im 16. Jahrhundert eine Form der religiösen Verehrung, bei der sie Stotras sangen oder rezitierten. Stotra ist eine seit altindischer Zeit verbreitete Textgattung der Sanskritdichtung, die damals eine Wiederbelebung erfuhr, während ansonsten seit der Mitte des 2. Jahrtausends die Literatur in Regionalsprachen das Sanskrit verdrängte. Der Religionsgelehrte, Anhänger des Gaudiya Vaishnava und Dichter Rupa Goswami (um 1490–1564) gilt auch als Meister der Stotra-Dichtung, die für die religiöse Erfahrung von bhaktirasa (aus bhakti und rasa), der ästhetisch-sinnlichen Erfahrung des Göttlichen, wesentlich wurde. Das Konzept, Emotionen durch ein ästhetisches Betrachten oder Erleben – in Malerei und Musik – hervorzurufen, geht auf das um die Zeitenwende entstandene Natyashastra zurück, wo es als rasanispatti („rasa erwecken“) behandelt wird. Rupa Goswami folgt dieser grundlegenden Vorstellung der indischen Ästhetik, konzentriert sie aber auf die Verehrung von Krishna und verwendet stets die Wortkombination bhaktirasa anstelle von rasa.
In diesem Zusammenhang könnten die gemalten Ragamalas eine ähnliche Funktion wie die religiöse Ehrerweisung (puja) gehabt haben. Darauf verweist die Legende, dass Musiker, die einen Raga nicht korrekt spielten, seinem personifizierten Ebenbild die Knochen brachen. Der Musiker ist gehalten, mit einem besonderen Maß an Konzentration und Aufmerksamkeit (avadhana) in den Raga einzutauchen, wofür die Ragamalas möglicherweise ein Weg zu diesem Ziel waren. Ferner könnten die stets als vollständige Serie von Ragas angefertigten Ragamalas für Musikliebhaber als Gedächtnisstütze gedient haben.